# Alpinia
Alpinia ist eine Pflanzengattung in der Unterfamilie Alpinioideae innerhalb der Familie der Ingwergewächse (Zingiberaceae), die zu den Einkeimblättrigen Pflanzen gehören. Mit bis zu 250 Arten ist diese Gattung die artenreichste in der Familie der Ingwergewächse.
Einige Arten werden als Gewürz- und Heilpflanzen vom Menschen genutzt. Viele Arten und Sorten werden als Zierpflanzen in tropischen Gärten und Parks verwendet.

## Beschreibung

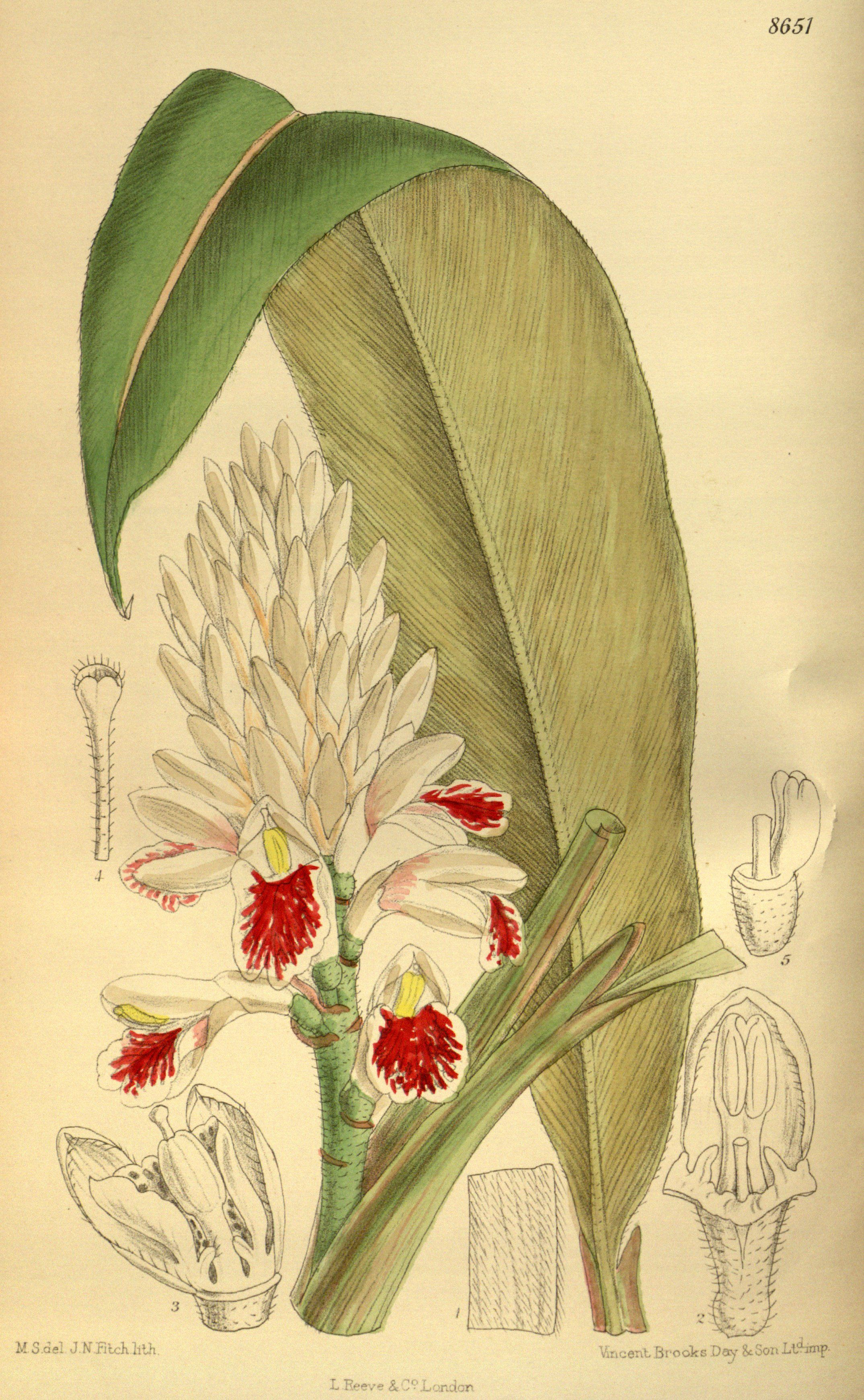
Illustration von Alpinia kawakamii

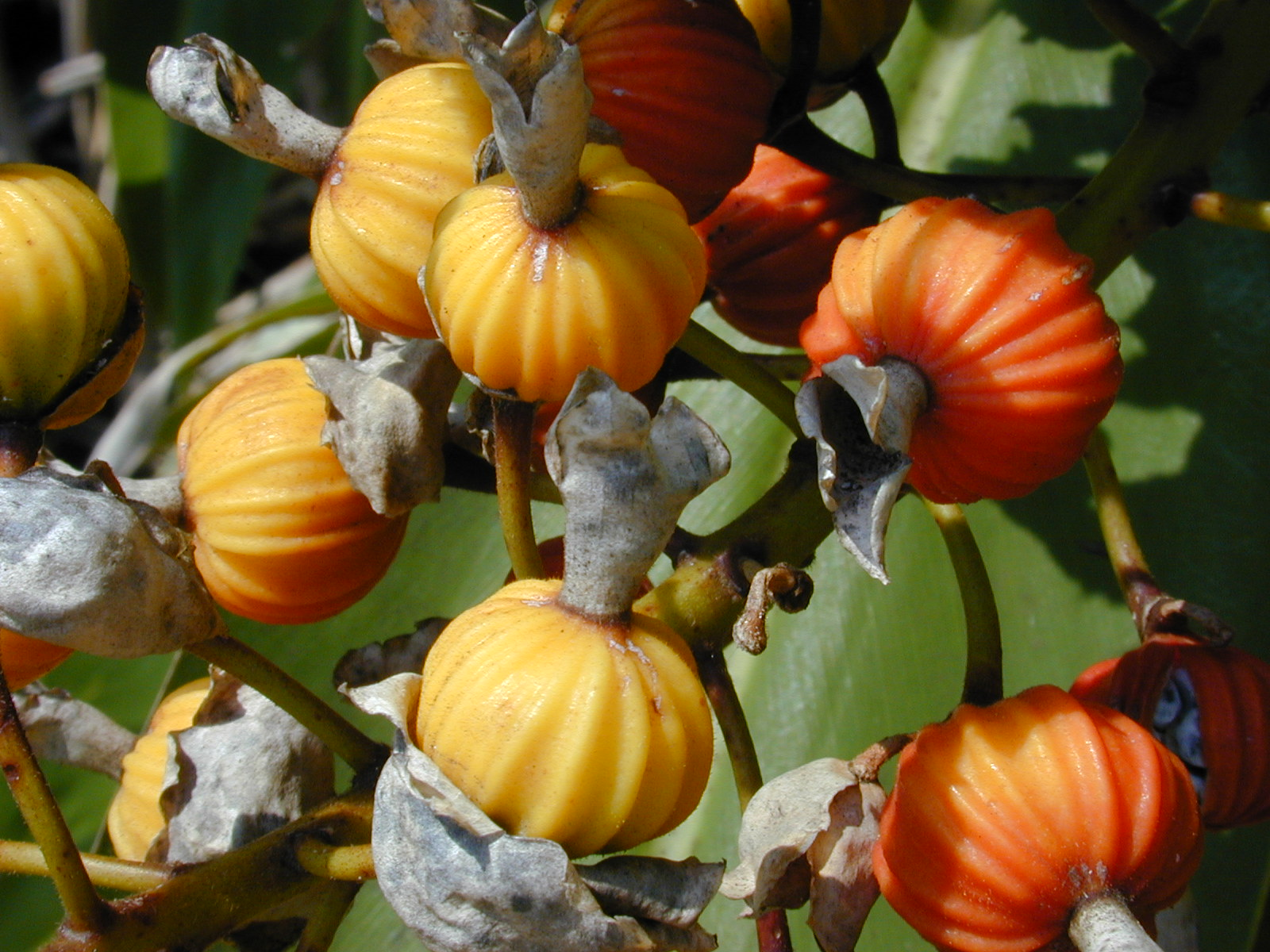
Reife Früchte des Muschelingwers (Alpinia zerumbet)

### Erscheinungsbild und Blätter
Alpinia-Arten sind ausdauernde krautige Pflanzen. Sie bilden kriechende, dicke Rhizome als Überdauerungsorgane. Es werden meist gutentwickelte „Pseudostämme“ gebildet aus meist vielen, selten nur ein bis vier Laubblättern. Die einfachen Blattspreiten sind länglich oder lanzettlich.

### Blütenstände und Blüten
Die endständigen, traubigen, ährigen, rispigen Blütenstände enthalten im dichten bis gestreckten Abstand viele Blüten. Die knospigen Blütenstände werden meist von ein bis drei Hochblättern umhüllt. Jede Blüte steht meist über einem röhrenförmigen bis ausgebreiteten Deckblatt.
Die zwittrigen Blüten sind zygomorph und dreizählig mit doppelter Blütenhülle (Perianth). Die drei Kelchblätter stehen meist röhrig zusammen, manchmal ist die Kelchröhre auf einer Seite gespalten. Drei Fruchtblätter sind zu einem dreikammerigen Fruchtknoten verwachsen. Die Plazentation ist zentralwinkelständig. Das Labellum ist oft auffällig mit unterschiedlich gelappten oder glatten Rändern und ist meist länger als die Kronlappen. Manchmal fehlen Staubfäden. Die Narbe ist meist gut entwickelt.

### Früchte und Samen
Es werden meist kugelige, trockene oder fleischige Kapselfrüchte mit vielen Samen gebildet. Die oft kantigen Samen besitzen einen Arillus.

## Ökologie
Alpinia-Arten werden hauptsächlich von Bienen bestäubt.

## Systematik und Verbreitung
Die gültige Veröffentlichung der Gattung Alpinia erfolgte 1810 durch William Roxburgh in Asiatic Researches, Volume 11, S. 350–352 mit der Typusart Alpinia galanga  (L.) Willd. Der Gattungsname Alpinia ehrt den italienischen Botaniker Prospero Alpini. Synonyme für Alpinia Roxb. nom. cons. sind: Albina Giseke, Allagas Raf., Buekia Giseke, Catimbium Juss., Cenolophon Blume, Doxanthes Raf., Eriolopha Ridl., Guillainia Vieill., Hellenia Willd., Hellwigia Warb., Heritiera Retz., Kolowratia C.Presl, Languas J.Koenig ex Small, Martensia Giseke, Monocystis Lindl., Odontychium K.Schum., Strobidia Miq., Tonemone C.K.Lim, Zerumbet J.C.Wendl. Alpinia Roxb. wurde durch Vienna ICBN Art. 14.10 & App. III konserviert gegenüber dem älteren Homonym (Vienna ICBN Art. 53) Alpinia L. veröffentlicht 1753 von Carl von Linné in Species Plantarum, Tomus I, S. 2 mit der Typusart Alpinia racemosa L., deren gültiger Name aber Renealmia pyramidalis (Lam.) Maas ist; außerdem ist dieser Name Alpinia Roxb. konserviert gegenüber den Namen Albina Giseke, Buekia Giseke und Zerumbet J.C.Wendl.

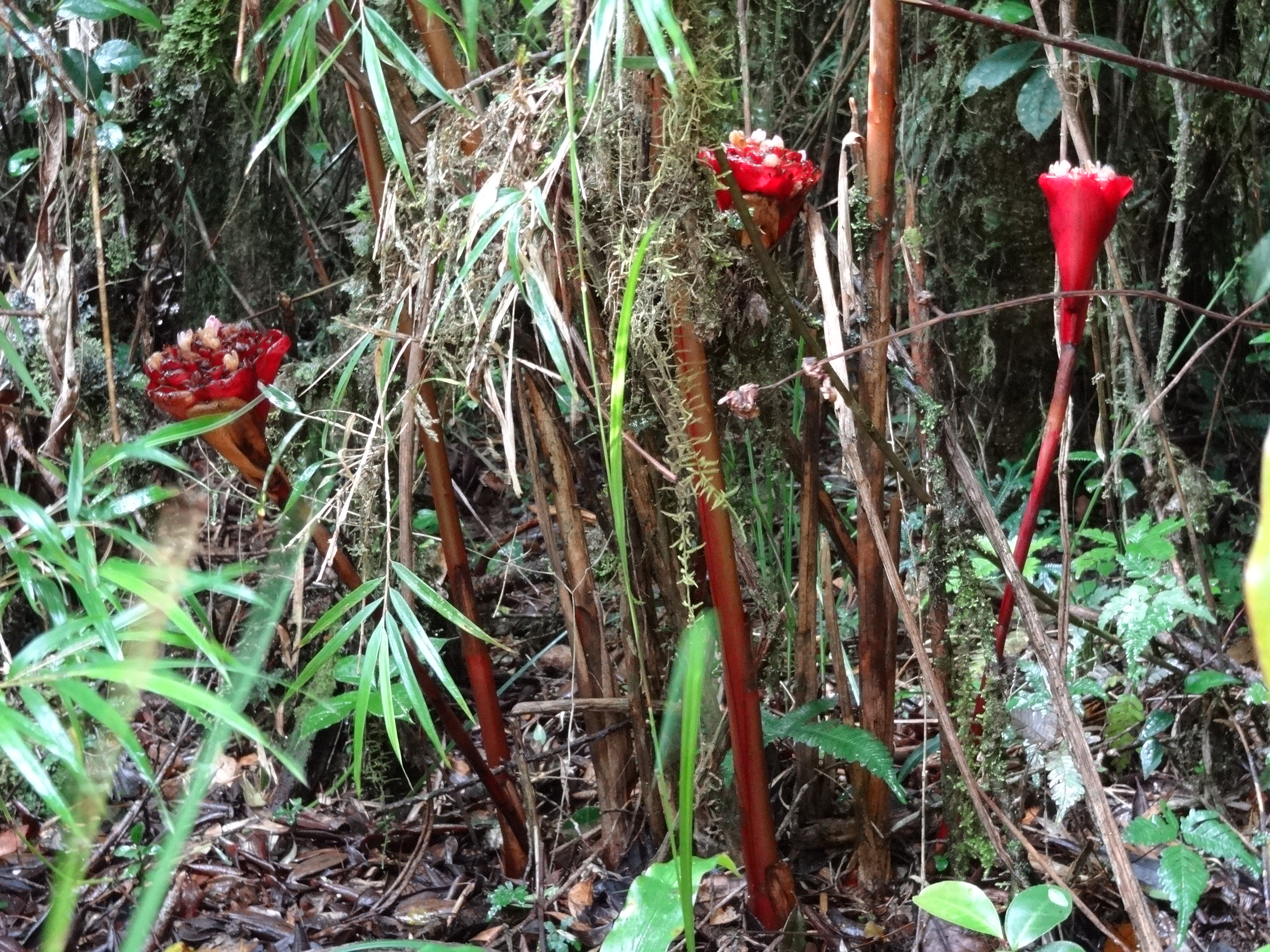
Blütenstände von Alpinia abundiflora im Habitat

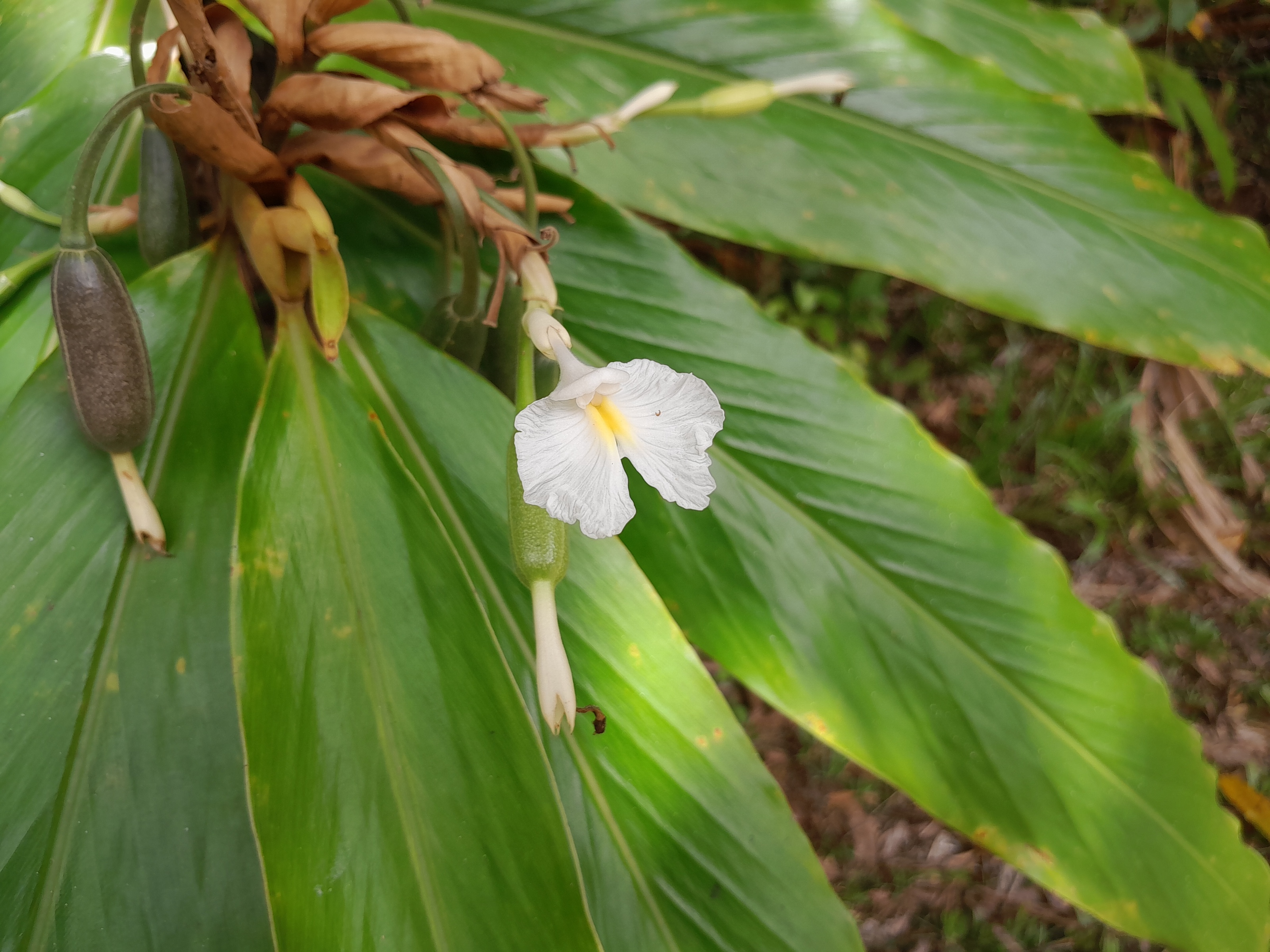
Alpinia arctiflora

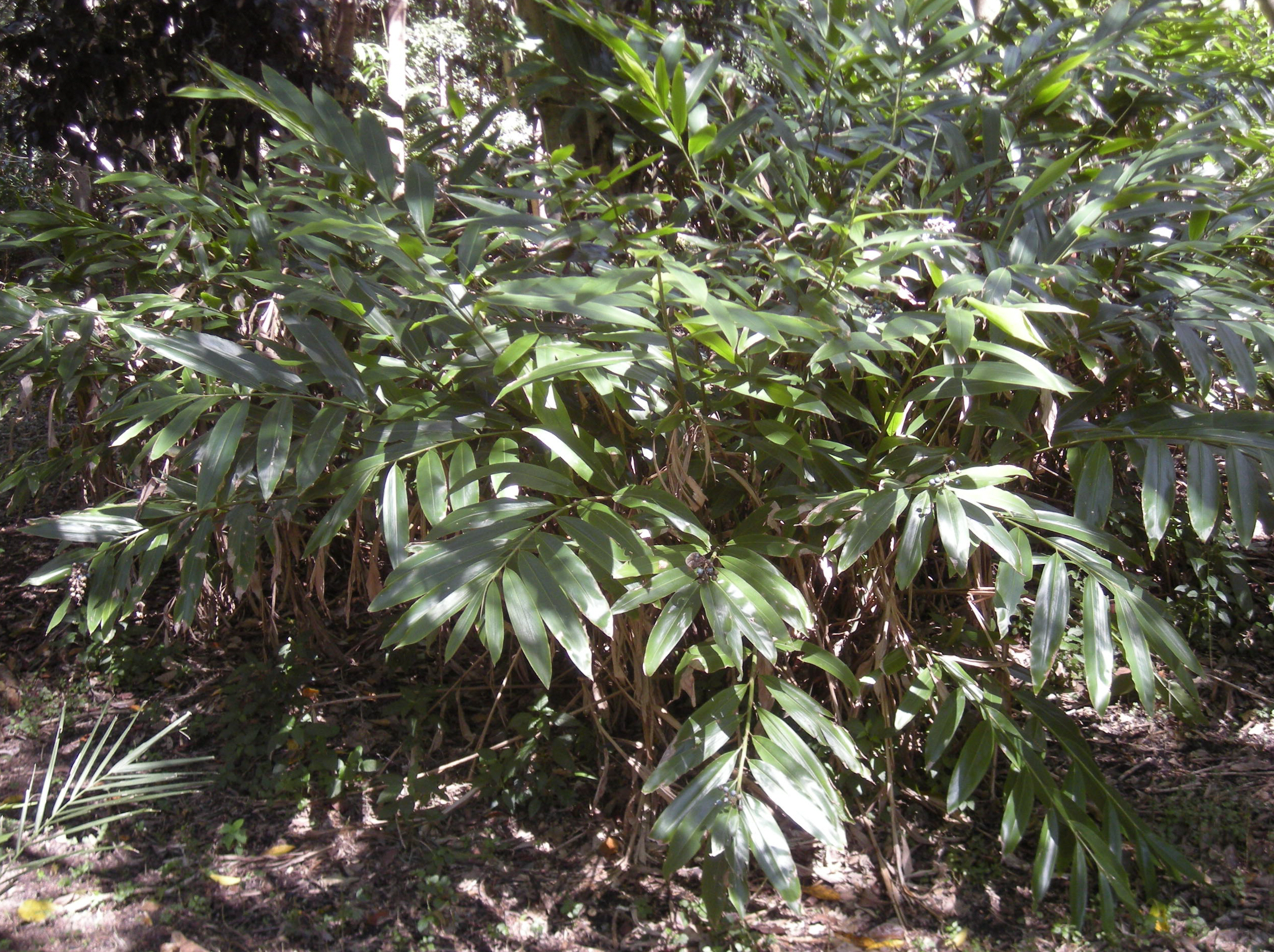
Habitus und Laubblätter von Alpinia caerulea

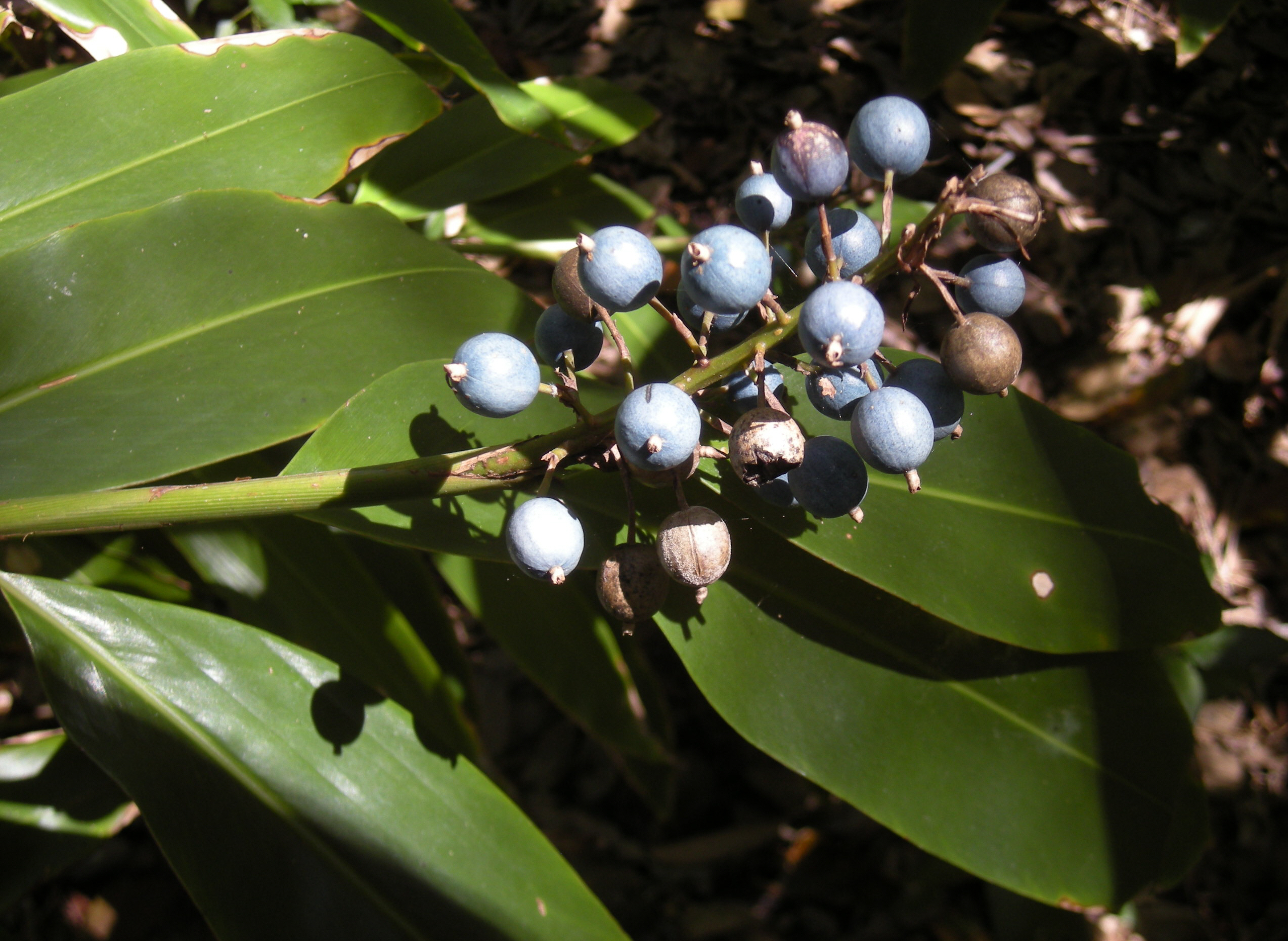
Fruchtstand von Alpinia caerulea mit reifen Früchten

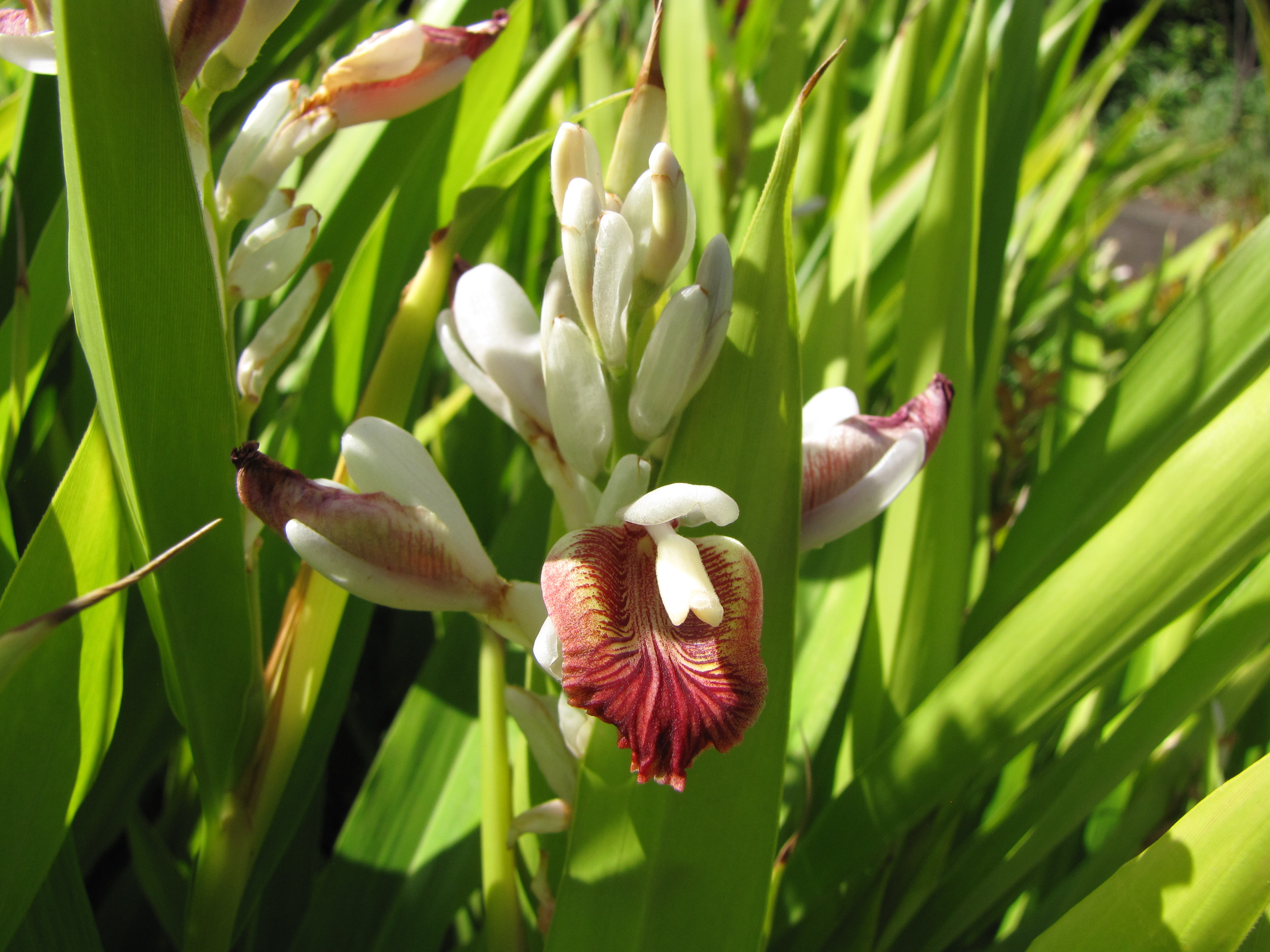
Blütenstand von Alpinia calcarata

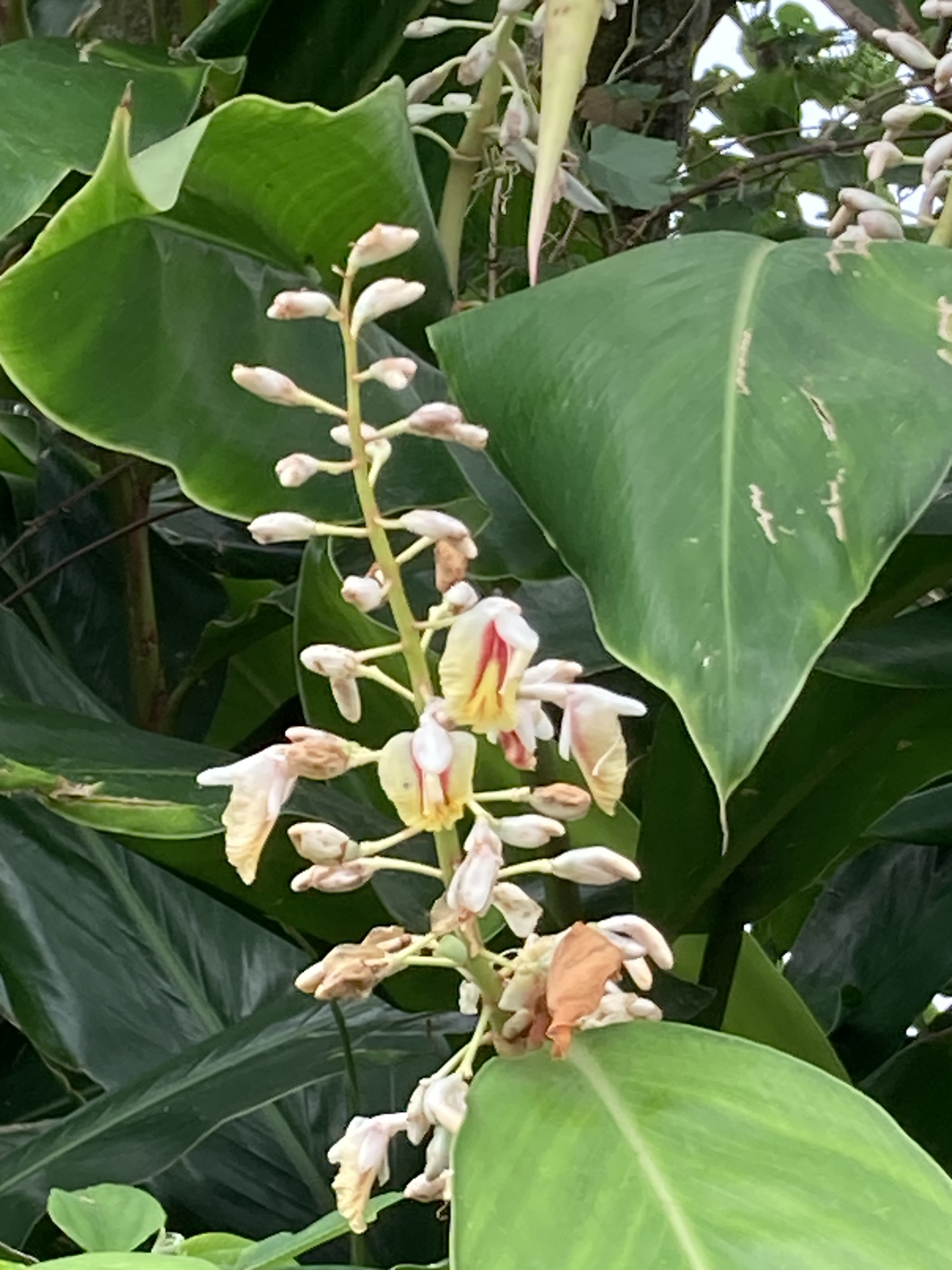
Alpinia formosana

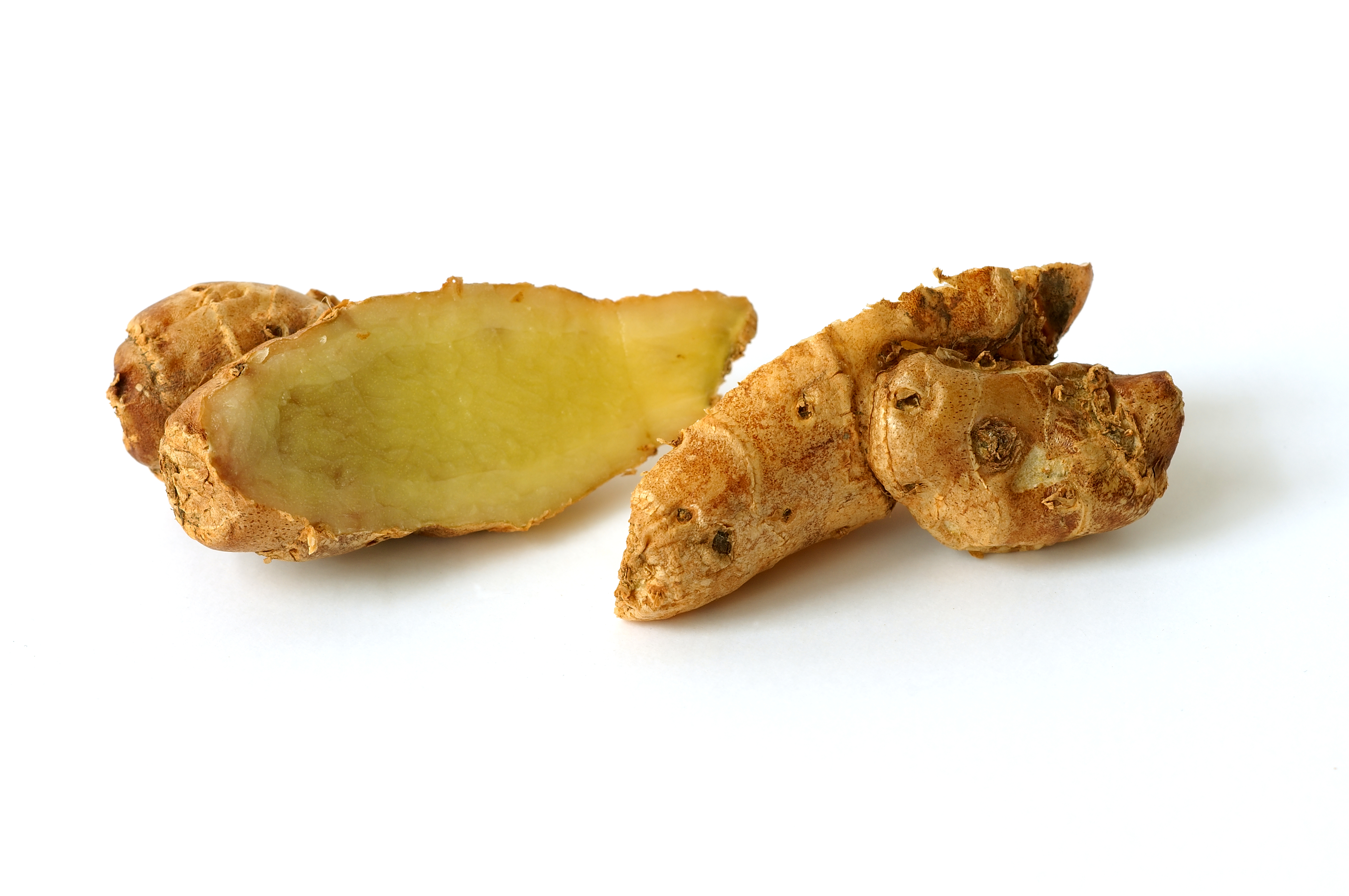
Rhizom des Thai-Ingwer (Alpinia galanga)

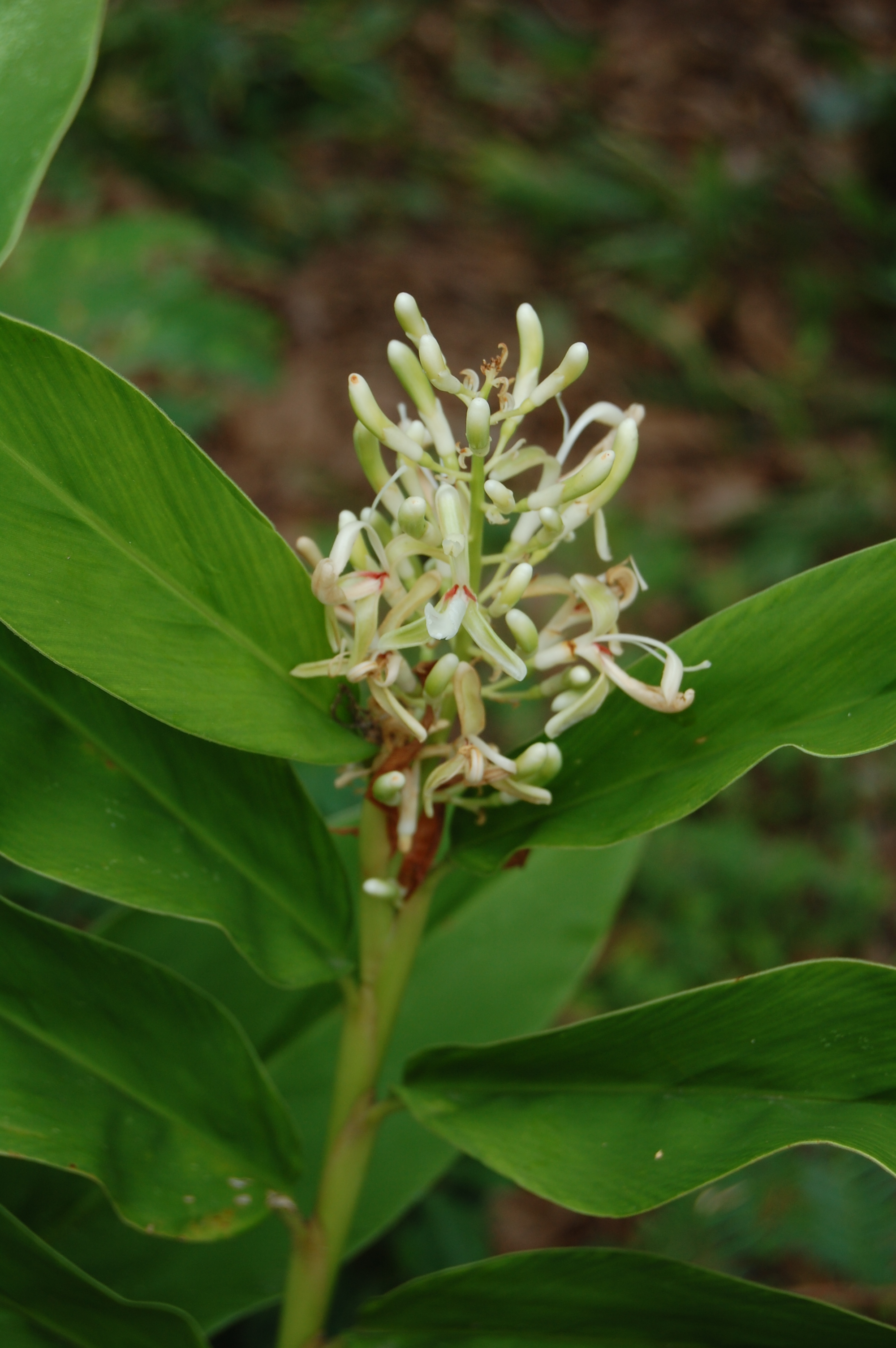
Habitus und Blütenstand des Thai-Ingwer (Alpinia galanga)

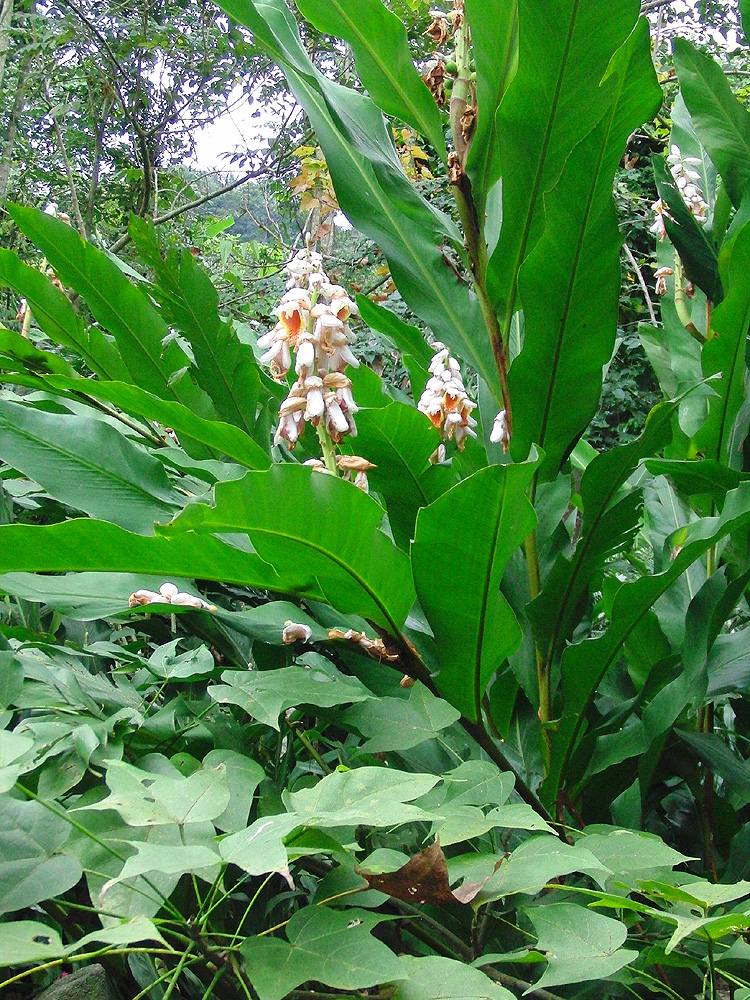
Alpinia hainanensis

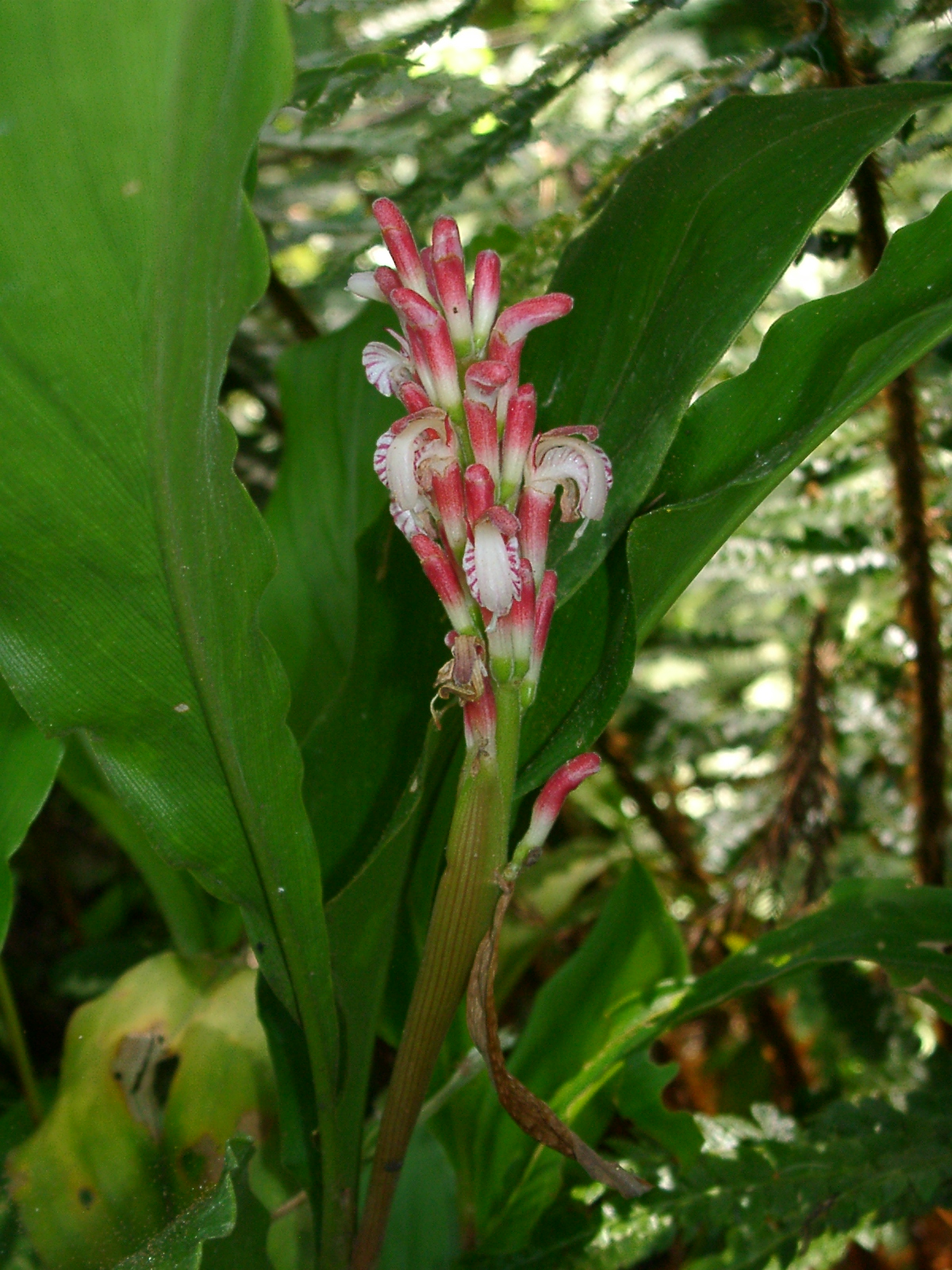
Alpinia japonica

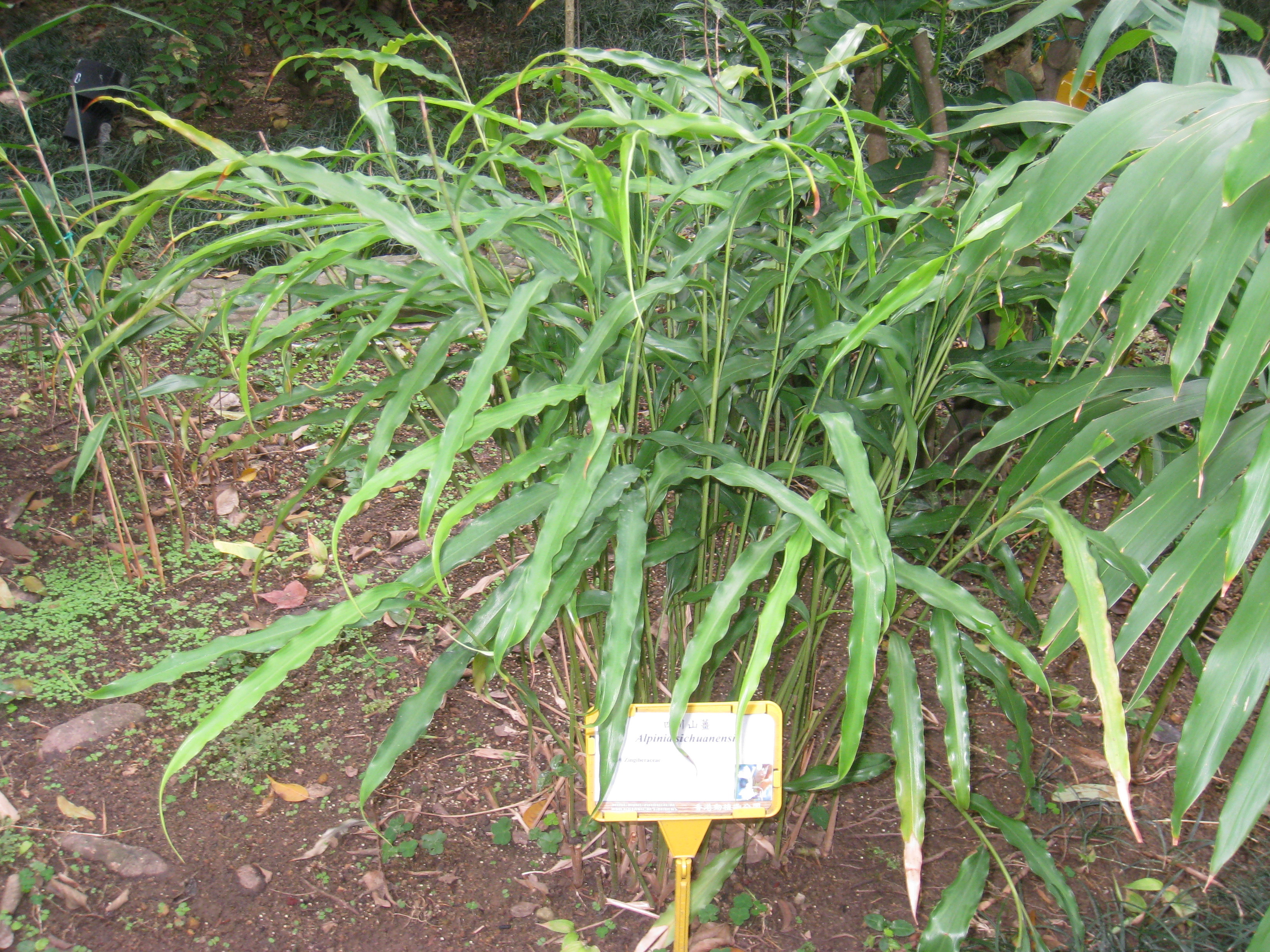
Habitus und Laubblätter von Alpinia jianganfeng

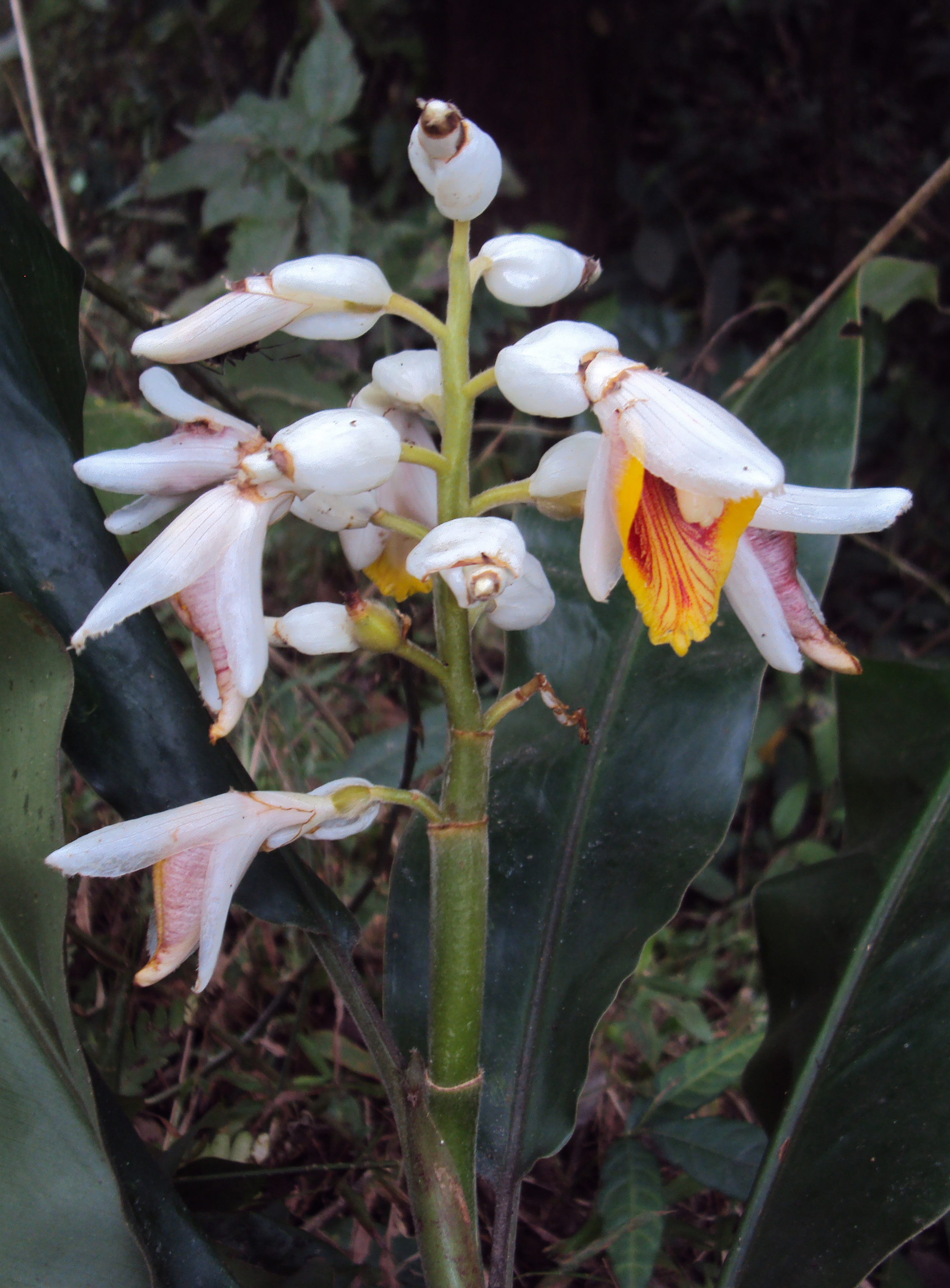
Blütenstand von Alpinia malaccensis

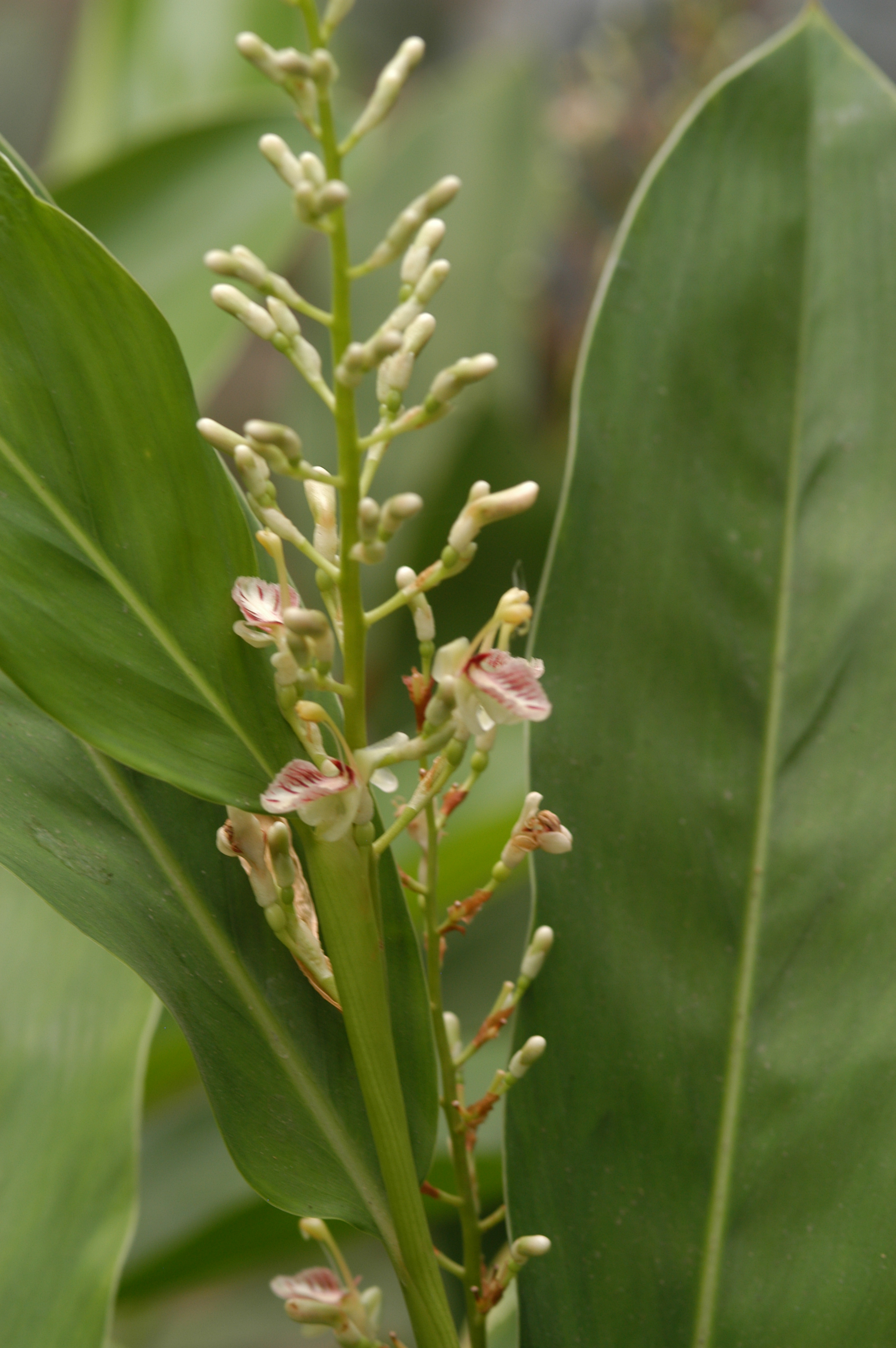
Blütenstand von Alpinia oxyphylla

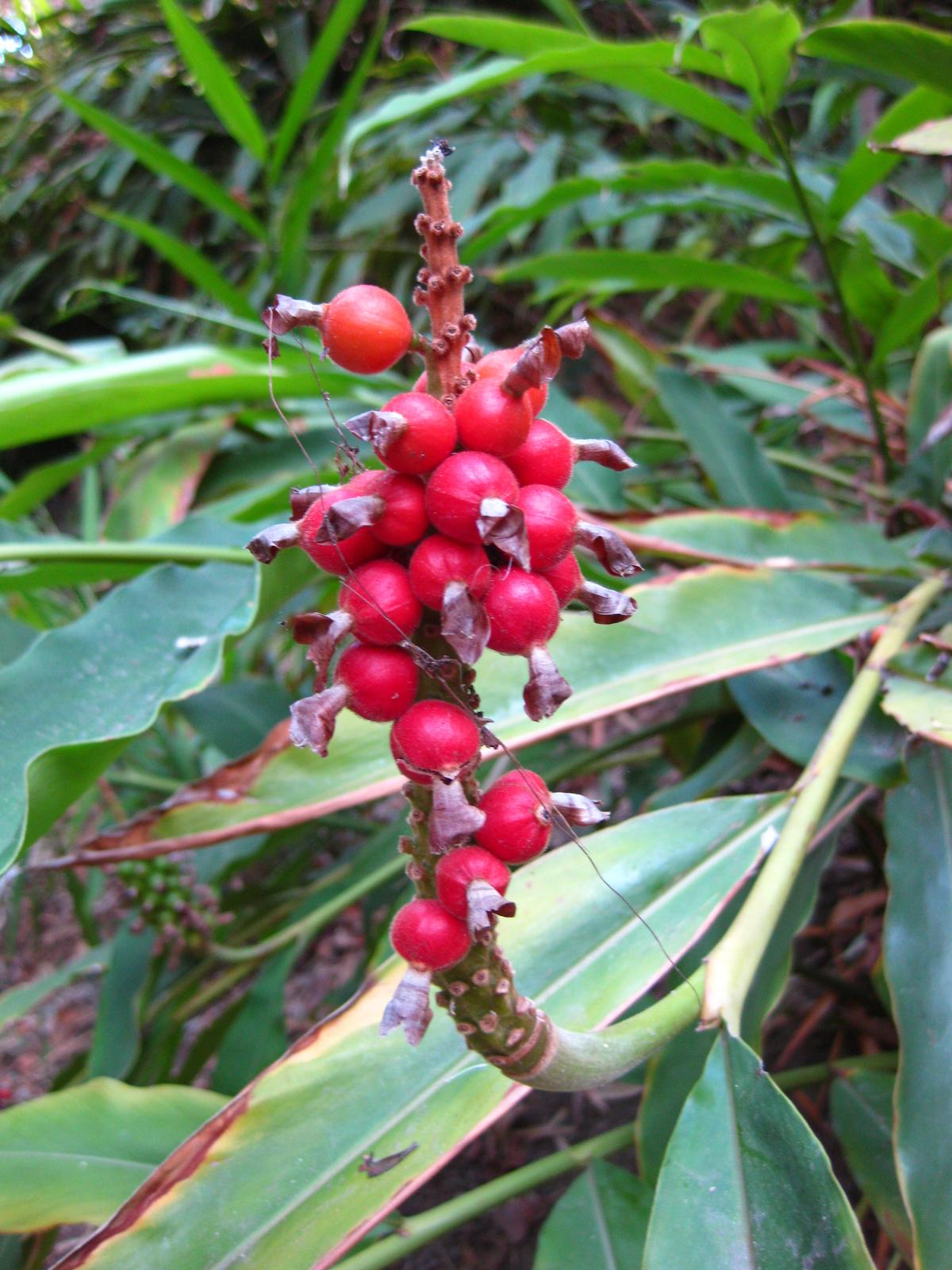
Fruchtstand von Alpinia pricei mit reifen Früchten

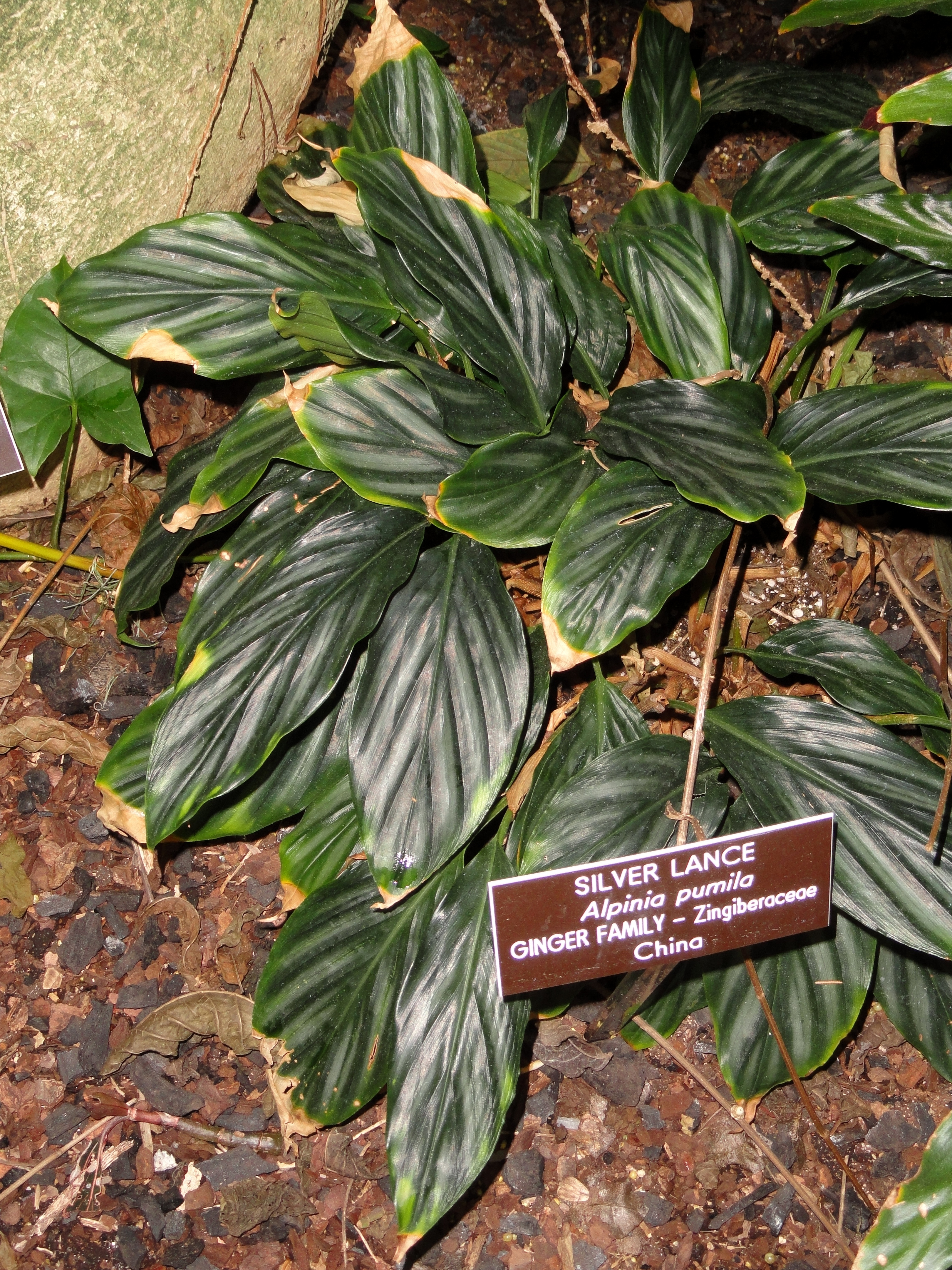
Laubblätter von Alpinia pumila

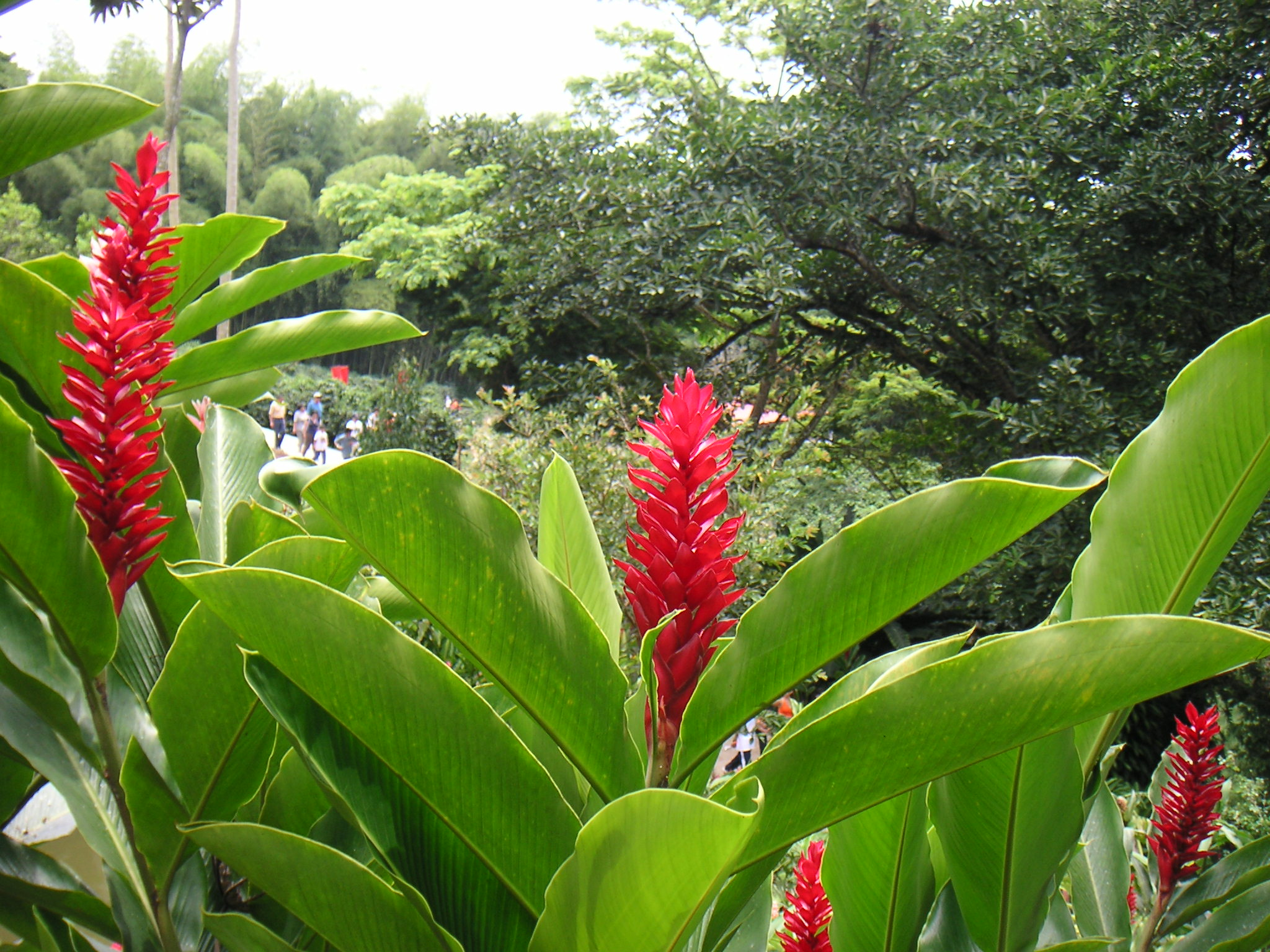
Habitus und Blütenstände einer Sorte von Alpinia purpurata

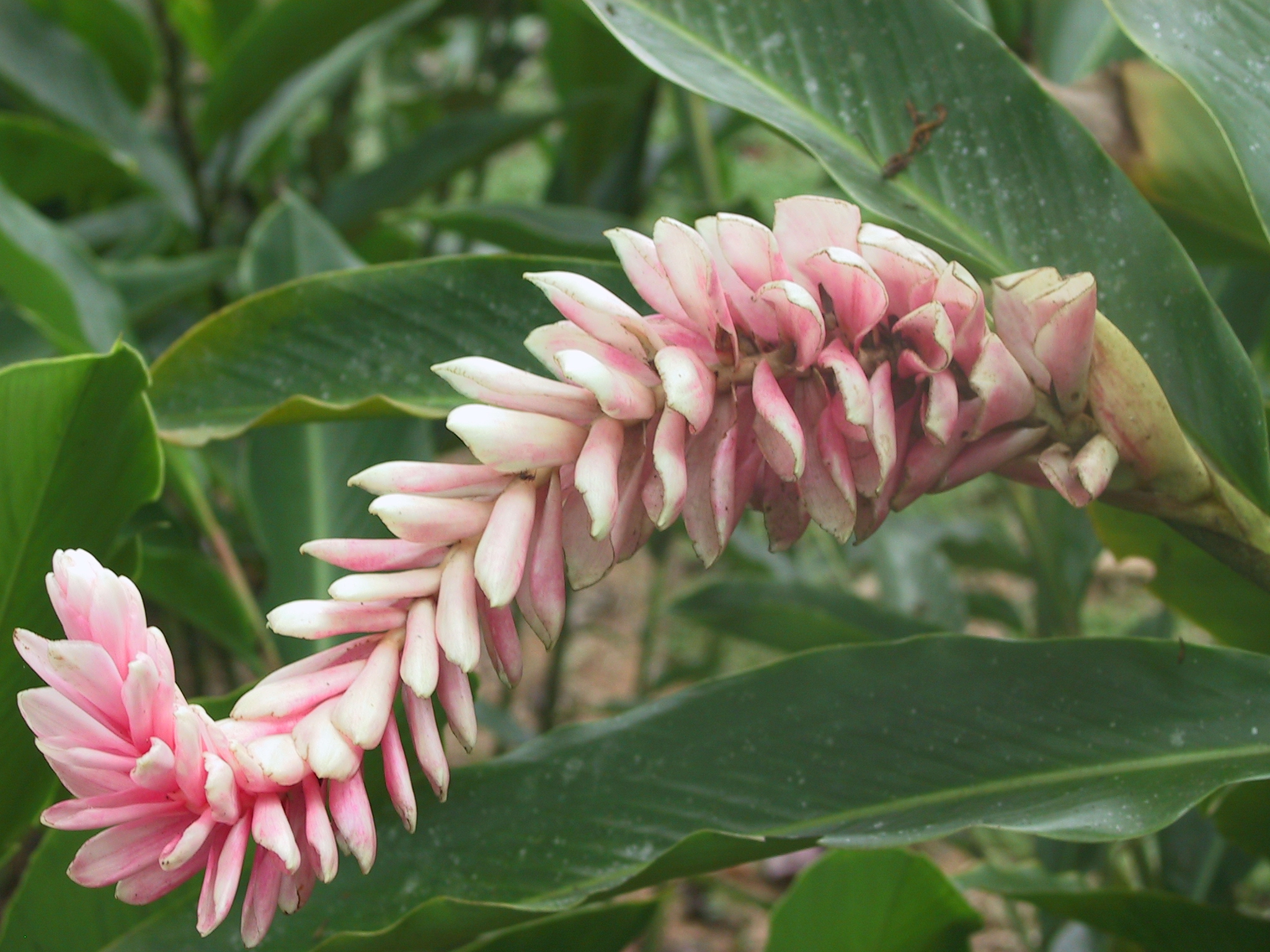
Rosafarbene Sorte von Alpinia purpurata

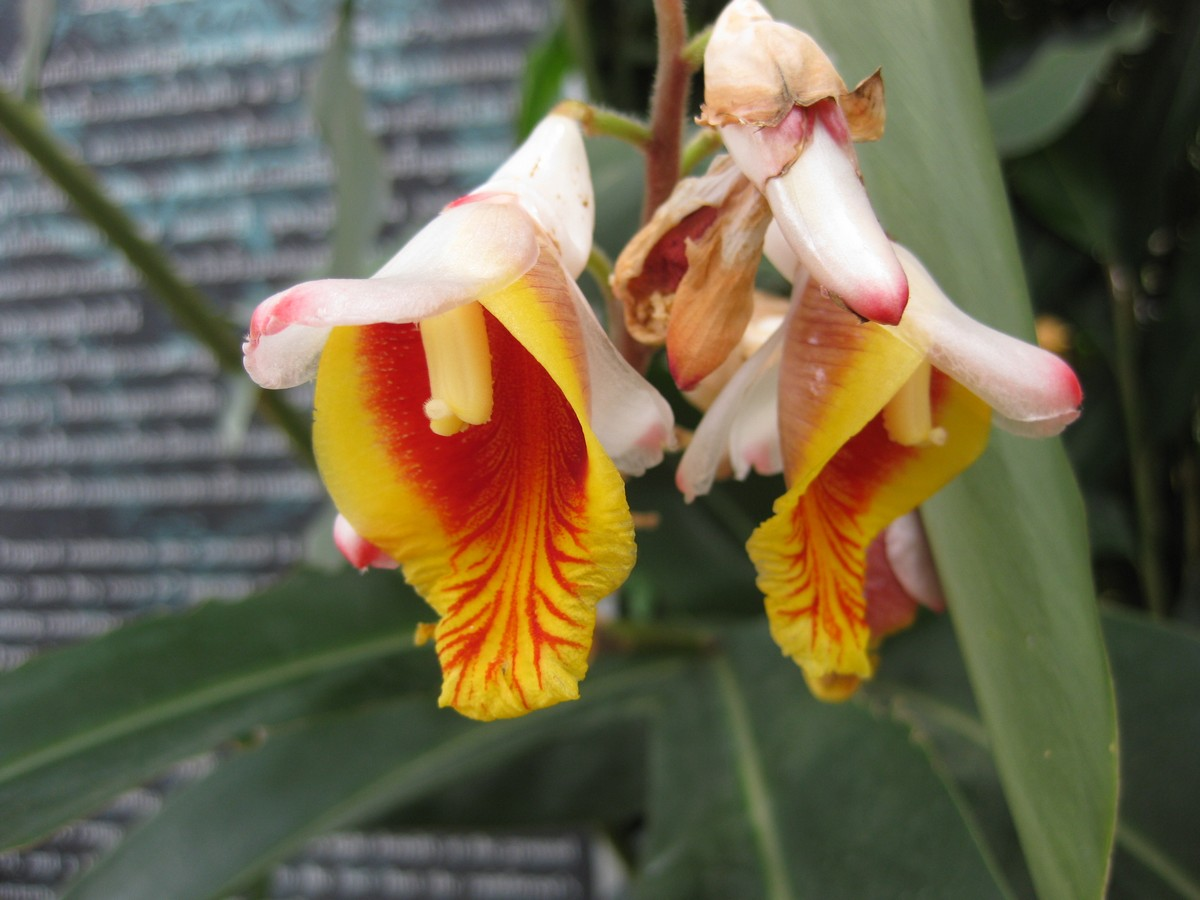
Alpinia speciosa

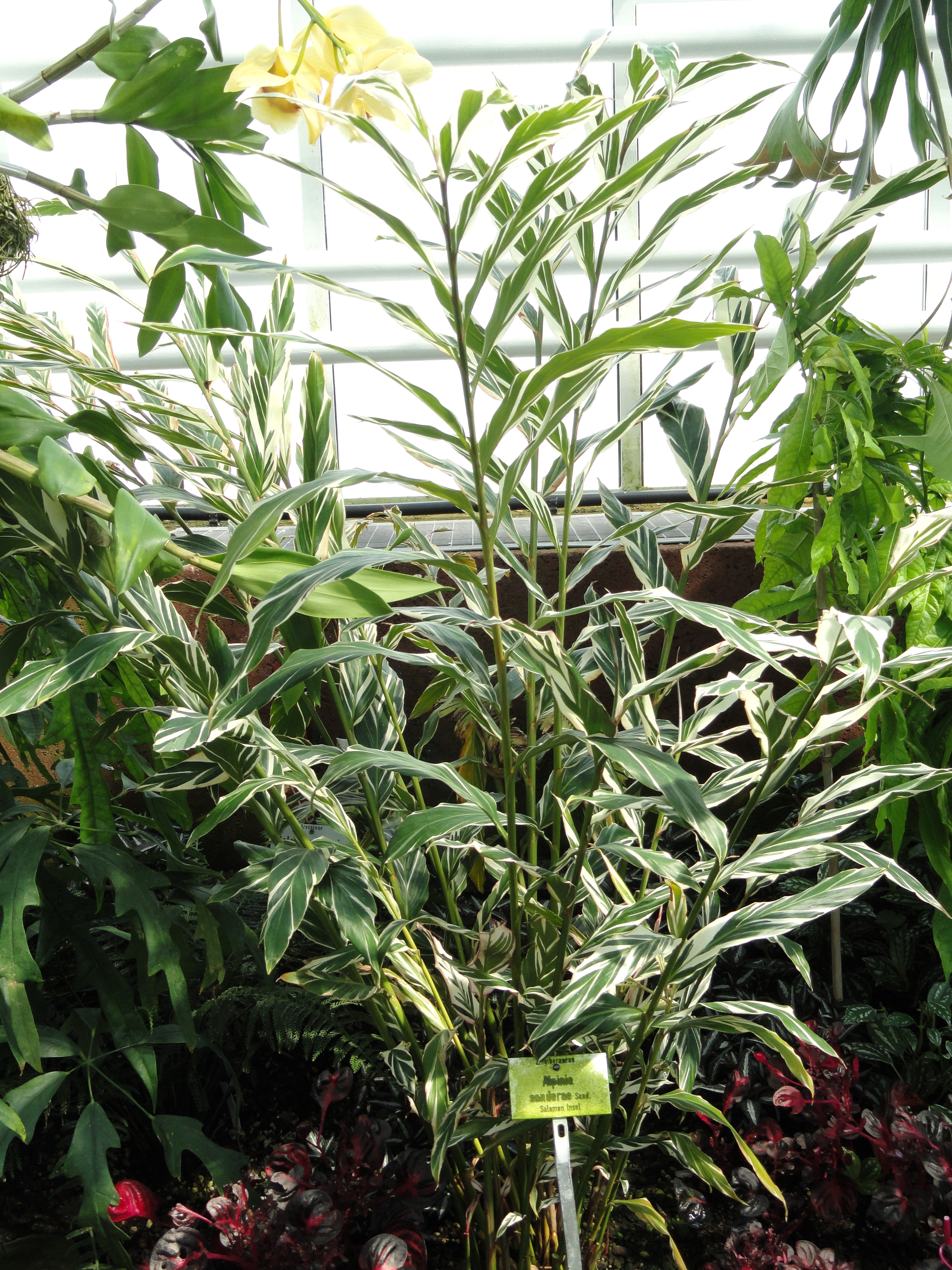
Habitus einer buntlaubigen Sorte von Alpinia vittata

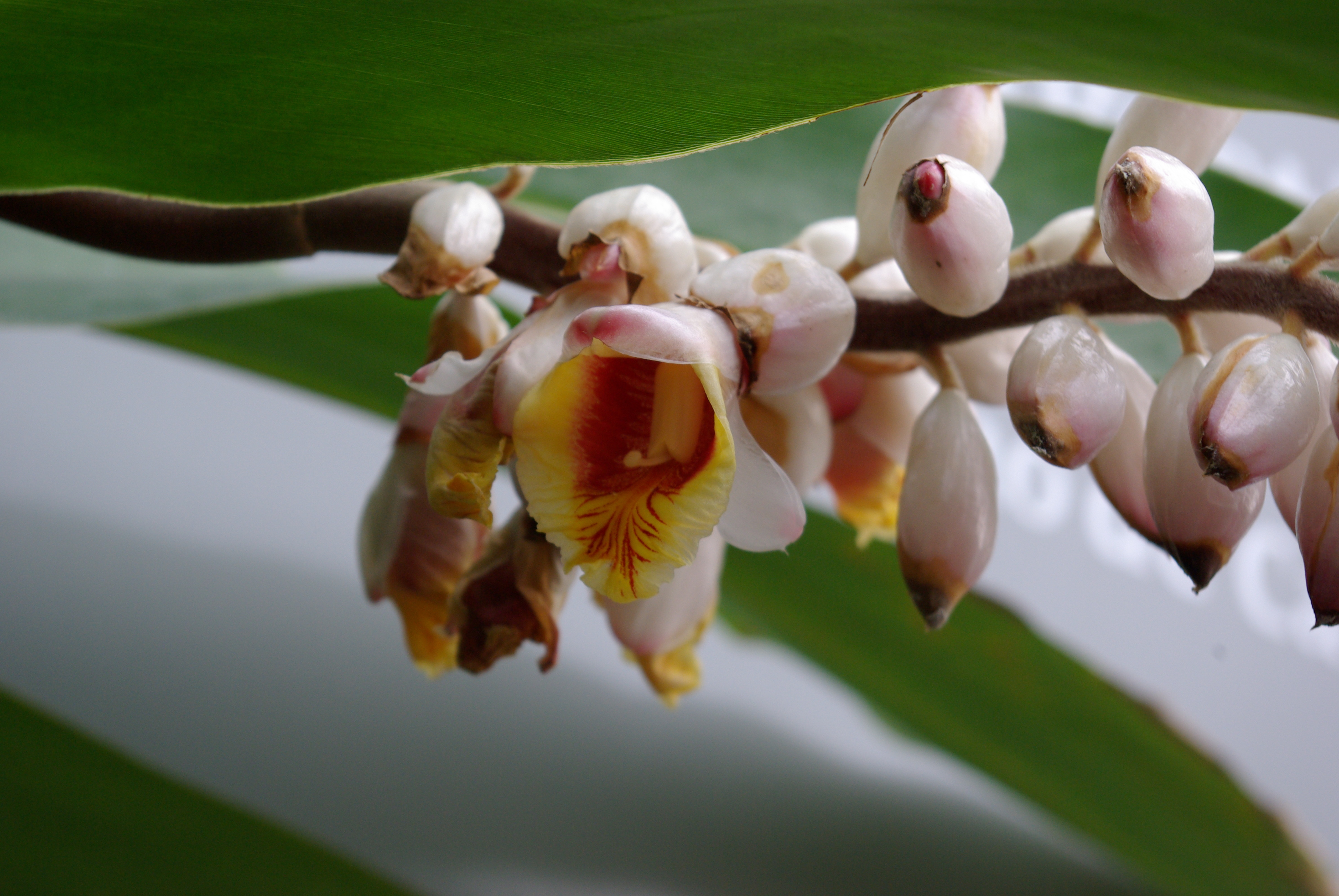
Blütenstand des Muschelingwer (Alpinia zerumbet)

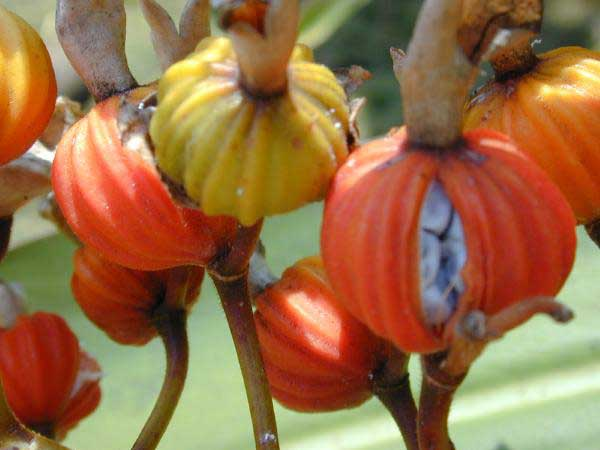
Muschelingwer (Alpinia zerumbet), fruchtend

Die Gattung Alpinia gehört zur Tribus Alpinieae in der Unterfamilie der Alpinioideae innerhalb der Familie der Zingiberaceae. Die Gattung Alpinia Roxb. enthält 230 bis 245 Arten. Diese Gattung ist nicht monophyletisch und wird vielleicht in mehrere Gattung aufgegliedert oder andere Gattungen eingegliedert werden.
Alpinia-Arten haben einen Verbreitungsschwerpunkt im indonesischen Archipel und im tropischen Australien. Arten kommen auch in weiten Teilen des tropischen asiatischen Kontinents vor.
Die Gattung Alpinia wird in zwei Untergattungen und elf Sektionen gegliedert:
- Untergattung Alpinia:
  - Sektion Alpinia
  - Sektion Didymanthus
  - Sektion Kolowratia (C.Presl) Loes.
  - Sektion Fax R.M.Sm.
  - Sektion Guillania
  - Sektion Arctiflorae R.M.Sm.
  - Sektion Allughas K.Schum.
- Untergattung Dieramalpinia K.Schum.:
  - Sektion Dieramalpinia
  - Sektion Eubractea K.Schum.
  - Sektion Myriocrater
  - Sektion Pycnanthus

Die Gattung Alpinia Roxb. enthält 230 bis 245 Arten:
- Alpinia abundiflora Burtt & R.M.Sm.: Sie kommt in Sri Lanka und im südlichen Indien vor.[4]
- Alpinia acuminata R.M.Sm.: Sie kommt in Papua-Neuguinea vor.[4]
- Alpinia adana C.K.Lim: Sie wurde 2013 von der Malaiischen Halbinsel erstbeschrieben.[4]
- Alpinia aenea B.L.Burtt & R.M.Sm.: Kleine Sundainseln, Sulawesi.[4]
- Alpinia albipurpurea (P.Royen) R.M.Sm.: Papua-Neuguinea.[4]
- Alpinia amentacea R.M.Sm.: Dieser Endemit kommt nur in Sarawak vor.[4]
- Alpinia apoensis Elmer: Philippinen.[4]
- Alpinia aquatica (Retz.) Roscoe: Südliches Indien, westliches Malesien.[4]
- Alpinia arctiflora (F.Muell.) Benth.: Dieser Endemit kommt nur im nordöstlichen Queensland vor.[4]
- Alpinia arfakensis K.Schum.: Die zwei Varietäten kommen nur im westlichen Neuguinea vor.[4]
- Alpinia argentea (B.L.Burtt & R.M.Sm.) R.M.Sm.: Borneo.[4]
- Alpinia arundelliana (F.M.Bailey) K.Schum.: Queensland und New South Wales.[4]
- Alpinia asmy C.K.Lim: Sie wurde 2012 von der Malaiischen Halbinsel erstbeschrieben.[4]
- Alpinia assimilis Ridl.: Thailand und Malaiische Halbinsel.[4]
- Alpinia athroantha Valeton: Westliches Neuguinea.[4]
- Alpinia austrosinense (D.Fang) P.Zou & Y.S.Ye: Diese Neukombination erfolgte 2015. Sie kommt im südöstliches China bis Guizhou vor.[4]
- Alpinia bambusifolia C.F.Liang & D.Fang: Sie gedeiht in Wäldern in Tälern in Höhenlagen von 1300 bis 1400 Metern in den chinesischen Provinzen Guangxi sowie Guizhou und Sichuan.[1][4]
- Alpinia beamanii R.M.Sm.: Dieser Endemit kommt nur in Sabah vor.[4]
- Alpinia biakensis R.M.Sm.: Sulawesi und Bismarck-Archipel.[4]
- Alpinia bodenii R.M.Sm.: Westliches Neuguinea.[4]
- Alpinia boia Seem.: Fidschi.[4]
- Alpinia boninsimensis Makino: Ogasawara-Inseln bis Kazan-rettō.[4]
- Alpinia borraginoides K.Schum.: Myanmar.[4]
- Alpinia brachyantha Merr.: Luzon.[4]
- Alpinia brevilabris C.Presl: Philippinen.[4]
- Alpinia breviligulata (Gagnep.) Gagnep.: Vietnam.[4]
- Alpinia brevis T.L.Wu & S.J.Chen: Sie gedeiht in dichten Wäldern in Höhenlagen von 700 bis 2000 Metern in den chinesischen Provinzen Guangdong, Guangxi sowie Yunnan.[1]
- Alpinia caerulea (R.Br.) Benth.: Papua-Neuguinea, Queensland und New South Wales.[4]
- Alpinia calcarata (Haw.) Roscoe: Sie ist in Sri Lanka, Indien, Myanmar und in der chinesischen Provinz Guangdong verbreitet.[1]
- Alpinia calcicola Q.B.Nguyen & M.F.Newman: Sie wurde 2000 aus Vietnam erstbeschrieben.[4]
- Alpinia calycodes K.Schum.: Neuguinea.[4]
- Alpinia capitellata Jack: Malaysia, Borneo, Sumatra.[4]
- Alpinia carinata Valeton: Westliches Neuguinea.[4]
- Alpinia carolinensis Koidz.: Karolinen.[4]
- Alpinia celebica K.Schum.: Dieser Endemit kommt nur in Sulawesi vor.[4]
- Alpinia chaunocolea K.Schum.: Westliches Neuguinea.[4]
- Alpinia chinensis (Retz.) Roscoe: Südöstliches China und Vietnam.[4]
- Alpinia chrysorachis K.Schum.: Dieser Endemit kommt nur in Sulawesi vor.[4]
- Alpinia coeruleoviridis K.Schum.: Dieser Endemit kommt nur in Sulawesi vor.[4]
- Alpinia conchigera Griff.: Sie ist von Indien, Bangladesch, Myanmar, Thailand, Kambodscha, Laos, Vietnam, auf Sumatra, westlichen Malaysia und in der chinesischen Provinz Yunnan verbreitet. Sie wird als Heilpflanze verwendet.[1]
- Alpinia condensata Valeton: Westliches Neuguinea.[4]
- Alpinia conferta B.L.Burtt & R.M.Sm.: Salomonen.[4]
- Alpinia congesta Elmer: Luzon.[4]
- Alpinia conghuaensis J.P.Liao & T.L.Wu: Sie wurde 2000 aus der chinesischen Provinz Guangdong erstbeschrieben.[1]
- Alpinia conglomerata R.M.Sm.: Papua-Neuguinea.[4]
- Alpinia copelandii Ridl.: Mindanao.[4]
- Alpinia coriacea T.L.Wu & S.J.Chen: Dieser Endemit gedeiht in Wäldern nur in Wanning Xian im östlichen Hainan.[1]
- Alpinia coriandriodora D.Fang: Sie kommt im chinesischen Autonomen Gebiet Guangxi vor. Sie wird als Heil- und Gewürzpflanze verwendet; sie duftet nach Koriander (Coriandrum sativum).[1]
- Alpinia corneri (Holttum) R.M.Sm.: Malaysia (Terengganu).[4]
- Alpinia cumingii K.Schum.: Luzon.[4]
- Alpinia cylindrocephala K.Schum.: Südliches Sulawesi.[4]
- Alpinia dasystachys Valeton: Westliches Neuguinea.[4]
- Alpinia dekockii Valeton: Westliches Neuguinea.[4]
- Alpinia densibracteata T.L.Wu & S.J.Chen: Südliches China.[4]
- Alpinia densiflora K.Schum.: Westliches Neuguinea.[4]
- Alpinia denticulata (Ridl.) Holttum: Malaiische Halbinsel.[4]
- Alpinia diffissa Roscoe: Südöstliches China.[4]
- Alpinia divaricata Valeton: Westliches Neuguinea.[4]
- Alpinia diversifolia (Elmer) Elmer: Philippinen.[4]
- Alpinia domatifera Valeton: Westliches Neuguinea.[4]
- Alpinia dyeri K.Schum.: Samoa.[4]
- Alpinia elegans (C.Presl) K.Schum.: Philippinen.[4]
- Alpinia elmeri R.M.Sm.: Luzon.[4]
- Alpinia emaculata S.Q.Tong: Sie gedeiht in Wäldern in Höhenlagen von etwa Metern nur im südlichen Yunnan.[1]
- Alpinia epiphytica Meekiong, Ipor & Tawan: Sie wurde 2011 aus Sarawak erstbeschrieben.[4]
- Alpinia eremochlamys K.Schum.: Nördliches Sulawesi.[4]
- Alpinia euastra K.Schum.: Westliches Neuguinea.[4]
- Alpinia eubractea K.Schum.: Dieser Endemit kommt nur in Sulawesi vor.[4]
- Alpinia fax B.L.Burtt & R.M.Sm.: Sri Lanka.[4]
- Alpinia flabellata Ridl.: Sie kommt in einem kleinen Gebiet in Taiwan, auf den Ryukyu-Inseln und auf den Philippinen vor.[1]
- Alpinia flagellaris (Ridl.) Loes.: Neuguinea.[4]
- Alpinia formosana K.Schum.: Sie kommt in Taiwan, auf den Ryukyuinseln und in Japan vor. (Es wird auch vermutet, dass es sich um eine Naturhybride handelt).[1]
- Alpinia foxworthyi Ridl.: Palawan.[4]
- Alpinia fusiformis R.M.Sm.: Papua-Neuguinea.[4]
- Alpinia gagnepainii K.Schum.: Nördliches Vietnam.[4]
- Thai-Ingwer (Alpinia galanga (L.) Willd., Syn.: Alpinia alba (Retz.) Roscoe, Alpinia bifida Warb., Alpinia carnea Griff., Alpinia pyramidata Blume, Alpinia rheedei Wight, Alpinia viridiflora Griff.): Es wurden mehrere Varietäten beschrieben. Die Art ist von Indien, Myanmar, Thailand über Malaysia bis Indonesien und von Vietnam, Taiwan bis zu den chinesischen Provinzen Fujian, Guangdong, Guangxi, Hainan sowie Yunnan weitverbreitet.[4] Die Varietät Alpinia galanga var. galanga wird als Heilpflanze verwendet.[1]
- Alpinia gigantea Blume: Molukken.[4]
- Alpinia gigantifolia (Elmer) R.M.Sm.: Luzon.[4]
- Alpinia glabra Ridl.: Borneo. Mit zwei Varietäten.[4]
- Alpinia glabrescens Ridl.: Philippinen.[4]
- Alpinia glacicaerulea R.M.Sm.: Dieser Endemit kommt nur in Sulawesi vor.[4]
- Alpinia globosa (Lour.) Horan.: Sie kommt vom südlichen Yunnan bis Vietnam vor.[1]
- Alpinia gracillima Valeton: Westliches Neuguinea.[4]
- Alpinia graminea Ridl.: Philippinen.[4]
- Alpinia graminifolia D.Fang & G.Y.Lo: Sie gedeiht in Wäldern in Tälern in Höhenlagen von 800 bis 900 Metern nur im chinesischen Autonomen Gebiet Guangxi.[1]
- Alpinia guangdongensis S.J.Chen & Z.Y.Chen: Dieser Endemit gedeiht in Wäldern in Höhenlagen von etwa 100 Metern nur in Huidong Xian in der chinesischen Provinz Guangdong.[1]
- Alpinia guinanensis D.Fang & X.X.Chen: Sie kommt nur im chinesischen Autonomen Gebiet Guangxi vor.[1]
- Alpinia haenkei C.Presl: Philippinen und Java.[4]
- Alpinia hagena R.M.Sm.: Papua-Neuguinea.[4]
- Alpinia hainanensis K.Schum.: Sie ist in Vietnam und in den chinesischen Provinzen Guangdong, Guangxi sowie Hainan verbreitet.[1]
- Alpinia hansenii R.M.Sm.: Borneo.[4]
- Alpinia havilandii K.Schum.: Sabah.[4]
- Alpinia hibinoi Masam.: Hainan.[4]
- Alpinia himantoglossa Ridl.: Westliches Neuguinea.[4]
- Alpinia hirsuta (Lour.) Horan.: Vietnam.[4]
- Alpinia horneana K.Schum.: Südliches Viti Levu.[4]
- Alpinia hulstijnii Valeton: Molukken (Sula).[4]
- Alpinia hylandii R.M.Sm.: Nördliches Queensland.[4]
- Alpinia ×ilanensis S.C.Liu & J.C.Wang = Alpinia japonica × Alpinia pricei: Nordöstliches Taiwan.[4]
- Alpinia illustris Ridl.: Philippinen.[4]
- Alpinia inaequalis (Ridl.) Loes.: Westliches Neuguinea.[4]
- Alpinia intermedia Gagnep.: Sie ist auf den Philippinen, Japan, Taiwan und in der chinesischen Provinz Guangdong verbreitet.[1]
- Alpinia janowskii Valeton: Westliches Neuguinea.[4]
- Alpinia japonica (Thunb.) Miq. (Syn.: Alpinia agiokuensis Hayata, Alpinia kiushiana Kitam., Alpinia japonica var. kiushiana (Kitam.) Ohwi nom. inval.): Sie ist im südlichen China, nördlichen Taiwan sowie Japan verbreitet.[1][4]
- Alpinia javanica Blume: Thailand bis Malesien.[4]
- Alpinia jianganfeng T.L.Wu (Syn.: Alpinia sichuanensis Z.Y.Zhu):[4] Sie gedeiht an feuchten, schattigen Standorten in Wäldern in den südlichen chinesischen Provinzen Guangdong, Guangxi, Guizhou, Hunan, Jiangxi, Sichuan sowie Yunnan. Sie wird als Heilpflanze verwendet.[1]
- Alpinia jingxiensis D.Fang: Dieser Endemit gedeiht in Wäldern in Höhenlagen von 1400 bis 1500 Metern nur im Kreis Jingxi im westlichen Guangxi.[1]
- Alpinia juliformis (Ridl.) R.M.Sm.: Neuguinea.[4]
- Alpinia kawakamii Hayata (Syn.: Alpinia elwesii Turrill, Alpinia shimadae var. kawakamii (Hayata) J.JungYang & J.C.Wang): Sie gedeiht in Höhenlagen von 400 bis 900 Metern nur in den Bergregionen des südlichen Taiwan.[1]
- Alpinia kiungensis R.M.Sm.: Papua-Neuguinea.[4]
- Alpinia klossii (Ridl.) R.M.Sm.: Westliches Neuguinea.[4]
- Alpinia koidzumiana Kitam.: Nanseiinseln.[4]
- Alpinia koshunensis Hayata: Südliches Taiwan.[4]
- Alpinia kusshakuensis Hayata: Es handelt sich wohl um eine Naturhybride von Alpinia shimadae × Alpinia uraiensis, die nur in Taibei Shi im nördlichen Taiwan vorkommt.[1]
- Alpinia kwangsiensis T.L.Wu & S.J.Chen: Sie gedeiht an schattigen, feuchten Standorten in Wäldern in Tälern in Höhenlagen von 0 bis 700 Metern in den südlichen chinesischen Provinzen Guangdong, Guangxi, Guizhou sowie Yunnan.[1]
- Alpinia latilabris Ridl.: Myanmar, Vietnam, Malaysia, Borneo.[4]
- Alpinia lauterbachii Valeton: Bismarck-Archipel.[4]
- Alpinia laxisecunda B.L.Burtt & R.M.Sm.: Salomonen.[4]
- Alpinia leptostachya Valeton: Westliches Neuguinea.[4]
- Alpinia ligulata K.Schum.: Borneo.[4]
- Alpinia ludwigiana R.M.Sm.: Java.[4]
- Alpinia luteocarpa Elmer: Sie ist nach den Nomenklaturregeln ungültig veröffentlicht.[4] Sie kommt nur auf der Insel Luzon und in Thailand vor.
- Alpinia maclurei Merr.: Sie ist in Vietnam und in den chinesischen Provinzen Guangdong, Guangxi, Hainan sowie Yunnan verbreitet.[1]
- Alpinia macrocephala K.Schum.: Fidschi.[4]
- Alpinia macrocrista Ardiyani & Ardi: Sie wurde 2015 aus Sulawesi erstbeschrieben.[4]
- Alpinia macroscaphis K.Schum.: Mindanao.[4]
- Alpinia macrostaminodia Chaveer. & Sudmoon: Sie wurde 2008 aus Thailand erstbeschrieben.[4]
- Alpinia macrostephana (Baker) Ridl.: Malaysia.[4]
- Alpinia macroura K.Schum.: Thailand.[4]
- Alpinia malaccensis (Burm. f.) Roscoe (Syn.: Alpinia nutans var. sericea Baker): Sie ist in Indien (Assam), Bangladesch, Bhutan, Myanmar, Thailand, Tibet sowie Yunnan, westlichen Malaysia und Java verbreitet. Sie wird als Zierpflanze verwendet.[1]
- Alpinia manii Baker: Myanmar, Andamanen und Nikobaren.[4]
- Alpinia manostachys Valeton: Bali, westliches Neuguinea.[4]
- Alpinia martini R.M.Sm.: Sarawak.[4]
- Alpinia maxii R.M.Sm.: Dieser Endemit kommt nur in Sulawesi vor.[4]
- Alpinia melichroa K.Schum.: Dieser Endemit kommt nur in Sulawesi vor.[4]
- Alpinia menghaiensis S.Q.Tong & Y.M.Xia: Dieser Endemit gedeiht in Wäldern in Höhenlagen von etwa 900 Metern nur im Menghai Xian im südwestlichen Yunnan.[1]
- Alpinia mesanthera Hayata: Sie kommt nur in Taiwan vor.[1]
- Alpinia microlophon Ridl.: Sarawak.[4]
- Alpinia modesta F.Muell. ex K.Schum.: Nordöstliches Queensland.[4]
- Alpinia mollis C.Presl: Luzon.[4]
- Alpinia mollissima Ridl.: Malaiische Halbinsel.[4]
- Alpinia monopleura K.Schum.: Nördliches Sulawesi bis zu den Molukken.[4]
- Alpinia multispica (Ridl.) Loes.: Westliches Neuguinea.[4]
- Alpinia murdochii Ridl.: Malaiische Halbinsel.[4]
- Alpinia musifolia Ridl.: Philippinen.[4]
- Alpinia mutica Roxb.: Südliches Indien und Indochina bis Malesien.[4]
- Alpinia myriocratera K.Schum.: Ternate.[4]
- Alpinia nanchuanensis Z.Y.Zhu: Dieser Endemit gedeiht in Sträuchern in Höhenlagen von etwa 800 Metern nur im Nanchuan Xian im südöstlichen Sichuan.[1]
- Alpinia nantoensis F.Y.Lu & Y.W.Kuo: Sie wurde 2008 aus Taiwan erstbeschrieben.[4]
- Alpinia napoensis H.Dong & G.J.Xu: Sie gedeiht in Wäldern nur im chinesischen Autonomen Gebiet Guangxi.[1]
- Alpinia newmanii N.S.Lý: Vietnam.[4]
- Alpinia nidus-vespae A.Raynal & J.Raynal: Vanuatu.[4]
- Alpinia nieuwenhuizii Valeton: Borneo.[4]
- Alpinia nigra (Gaertn.) Burtt (Syn.: Alpinia bilamellata Makino): Sie ist in Sri Lanka, Indien, Bhutan, Thailand und im südlichen Yunnan verbreitet. Sie wird als Heilpflanze verwendet.[1]
- Alpinia nobilis Ridl.: Thailand und Malaysia.[4]
- Alpinia novae-hiberniae B.L.Burtt & R.M.Sm.: Neuirland.[4]
- Alpinia novae-pommeraniae K.Schum.: Neubritannien.[4]
- Alpinia nutans (L.) Roscoe: Molukken.[4]
- Alpinia oblonga (Merr.) Loes.: Philippinen.[4]
- Alpinia oblongifolia Hayata (Syn.: Alpinia suishaensis Hayata): Sie ist von Laos, Vietnam und Taiwan bis zu den chinesischen Provinzen Fujian, Guangdong, Guangxi, Hainan, Hunan, Jiangxi, Sichuan, Yunnan sowie Zhejiang verbreitet.[1]
- Alpinia oceanica Burkill: Bismarck-Archipel und Salomonen.[4]
- Alpinia odontonema K.Schum.: Neuguinea bis zum Bismarck-Archipel.[4]
- Galgantwurzel, Echter Galgant (Alpinia officinarum Hance): Sie kommt in den chinesischen Provinzen Guangdong, Guangxi sowie Hainan vor. Sie wird als Heilpflanze verwendet.[1]
- Alpinia ×okinawaensis Tawada: Diese Naturhybride aus Alpinia formosana × Alpinia uraiensis kommt nur auf den Nansei-Inseln vor.[4]
- Alpinia oligantha Valeton: Westliches Neuguinea.[4]
- Alpinia orientalis Docot & Banag: Sie wurde 2022 von den Philippinen erstbeschrieben.[4]
- Alpinia orthostachys K.Schum.: Dieser Endemit kommt nur in Sulawesi vor.[4]
- Alpinia oui Y.H.Tseng & Chih C.Wang: Sie wurde 2011 erstbeschrieben.[4] Dieser Endemit kommt in Taiwan nur in Taitung vor und gedeiht in Höhenlagen von 500 bis 600 Metern.[1]
- Alpinia ovata Z.L.Zhao & L.S.Xu: Sie wurde 2001 aus der chinesischen Provinz Guangdong erstbeschrieben.[1]
- Alpinia ovoidocarpa H.Dong & G.J.Xu: Sie gedeiht in Wäldern nur im chinesischen Autonomen Gebiet Guangxi und in Arunachal Pradesh.[1][4]
- Alpinia oxymitra K.Schum.: Thailand, Malaysia, Kambodscha, Vietnam.[4]
- Alpinia oxyphylla Miq.: Sie kommt in den chinesischen Provinzen Fujian, Guangdong, Guangxi, Hainan sowie Yunnan und in Vietnam[4] vor. Sie wird wild und angebaut als Heilpflanze verwendet.[1]
- Alpinia padacanca Valeton ex K.Heyne: Dieser Endemit kommt nur in Sulawesi vor.[4]
- Alpinia pahangensis Ridl.: Malaiische Halbinsel.[4]
- Alpinia papuana Scheff.: Westliches Neuguinea.[4]
- Alpinia paradoxa (Ridl.) Loes.: Philippinen.[4]
- Alpinia parksii (Gillespie) A.C.Sm.: Fidschi.[4]
- Alpinia penduliflora Ridl.: Leyte.[4]
- Alpinia petiolata Baker: Malaiische Halbinsel.[4]
- Alpinia pinetorum (Ridl.) Loes.: Luzon.[4]
- Alpinia pinnanensis T.L.Wu & S.J.Chen: Sie gedeiht in Wäldern nur im chinesischen Autonomen Gebiet Guangxi.[1]
- Alpinia platychilus K.Schum.: Sie gedeiht an feuchten Standorten in Wäldern in Höhenlagen von 800 bis 1600 Metern nur im südlichen Yunnan.[1]
- Alpinia platylopha (Ridl.) Loes.: Westliches Neuguinea.[4]
- Alpinia polyantha D.Fang: Sie gedeiht in Wäldern in den chinesischen Provinzen Guangxi sowie Yunnan vor. Sie wird wild und angebaut als Heilpflanze verwendet.[1]
- Alpinia porphyrea R.M.Sm.: Westliches Neuguinea.[4]
- Alpinia porphyrocarpa Ridl.: Westliches Neuguinea.[4]
- Alpinia pricei Hayata (Syn.: Alpinia tarokoensis (Sasaki) Hayata nom. illeg., Alpinia sasakii Hayata): Sie kommt nur im östlichen Taiwan vor.[4]
- Alpinia psilogyna D.Fang: Sie gedeiht in Wäldern nur im Debao Xian im westlichen Guangxi. Sie wird als Heilpflanze verwendet.[1]
- Alpinia ptychanthera K.Schum.: Sarawak.[4]
- Alpinia pubiflora (Benth.) K.Schum.: Philippinen, Neuguinea und westliche Karolinen.[4]
- Alpinia pulchella (K.Schum.) K.Schum.: Papua-Neuguinea.[4]
- Alpinia pulcherrima Ridl.: Malaiische Halbinsel.[4]
- Alpinia pulchra (Warb.) K.Schum.: Papua-Neuguinea bis zu den Salomonen.[4]
- Alpinia pumila Hook. f.: Sie gedeiht an schattigen und feuchten Standorten in Bergtälern in Höhenlagen von 500 bis 1100 Metern in den chinesischen Provinzen Guangdong, Guangxi, Hunan sowie Yunnan.[1]
- Rosa Zapfen-Alpinie, Rote Alpinie oder Roter Ingwer (Alpinia purpurata (Vieill.) K.Schum., Syn.: Alpinia grandis K.Schum., Alpinia purpurata var. albobracteata K.Schum., Alpinia purpurata var. anomala Gagnep., Alpinia purpurata var. grandis (K.Schum.) K.Schum.): Sie ist von Maluku bis zu Inseln des südwestlichen Pazifik verbreitet.[4] Einige Sorten werden als Zierpflanzen in tropischen Parks und Gärten verwendet.
- Alpinia rafflesiana Wall. ex Baker: Thailand und Malaysia. Mit zwei Varietäten.[4]
- Alpinia regia K.Heyne ex R.M.Sm.: Molukken.[4]
- Alpinia rigida Ridl.: Westliches Neuguinea.[4]
- Alpinia romblonensis Elmer: Philippinen.[4]
- Alpinia romburghiana Valeton: Borneo.[4]
- Alpinia rosacea Valeton: Neuguinea.[4]
- Alpinia rosea Elmer: Philippinen.[4]
- Alpinia roxburghii Sweet (Syn.: Alpinia blepharocalyx K.Schum.): Östliches Nepal bis südliches China und zur Malaiischen Halbinsel.[4]
- Alpinia rubricaulis K.Schum.: Sulawesi.[4]
- Alpinia rubromaculata S.Q.Tong: Dieser Endemit gedeiht in Wäldern in Höhenlagen von etwa 800 Metern nur im südlichen Teil der chinesischen Provinz Yunnan.[1]
- Alpinia rufa (C.Presl) Náves: Philippinen.[4]
- Alpinia rugosa S.J.Chen & Z.Y.Chen: Sie wurde 2012 erstbeschrieben. Dieser Endemit gedeiht an schattigen, feuchten Standorten in Wäldern in Tälern in Höhenlagen von 600 bis 800 Metern nur in Baoting in Hainan.[1][4]
- Alpinia rufescens (Thwaites) K.Schum.: Sri Lanka.[4]
- Alpinia salomonensis B.L.Burtt & R.M.Sm.: Salomonen.[4]
- Alpinia samoensis Reinecke: Samoa.[4]
- Alpinia sandsii R.M.Sm.: Dieser Endemit kommt nur in Sulawesi vor.[4]
- Alpinia scabra (Blume) Náves: Thailand, Malaysia und Java.[4]
- Alpinia schultzei Lauterb. ex Valeton: Papua-Neuguinea.[4]
- Alpinia seimundii Ridl.: Malaiische Halbinsel.[4]
- Alpinia sericiflora K.Schum.: Neuguinea.[4]
- Alpinia sessiliflora Kitam. (Syn.: Alpinia macrocephala Hayata nom. illeg., Alpinia pricei var. sessiliflora (Kitam.) J.J.Yang & J.C.Wang): Sie gedeiht in Bergregionen in Höhenlagen von 1300 bis 2000 Metern nur im zentralen Taiwan.[1][4]
- Alpinia shimadae Hayata: Sie gedeiht in Bergwäldern in Höhenlagen von 400 bis 800 Metern nur in Taiwan.[1]
- Alpinia siamensis K.Schum.: Thailand und Vietnam.[4]
- Alpinia sibuyanensis Elmer: Philippinen.[4]
- Alpinia singuliflora R.M.Sm.: Papua-Neuguinea.[4]
- Alpinia smithiae M.Sabu & Mangaly: Südwestliches Indien.[4]
- Alpinia stachyodes Hance: Sie gedeiht mit zwei Varietäten in Wäldern und an Straßenrändern in Höhenlagen von 600 bis 700 Metern in den chinesischen Provinzen Guangdong, Guangxi, Guizhou, Jiangxi sowie Yunnan.[1]
- Alpinia stenobracteolata R.M.Sm.: Papua-Neuguinea.[4]
- Alpinia stenostachys K.Schum.: Papua-Neuguinea.[4]
- Alpinia strobilacea K.Schum.: Westliches Neuguinea.[4]
- Alpinia strobiliformis T.L.Wu & S.J.Chen: Sie gedeiht mit zwei Varietäten in Wäldern in Höhenlagen von 1000 bis 1700 Metern in den chinesischen Provinzen Guangxi sowie Yunnan.[1]
- Alpinia subfusicarpa Elmer: Mindanao.[4]
- Alpinia submutica K.Schum.: Java.[4]
- Alpinia subspicata Valeton: Papua-Neuguinea.[4]
- Alpinia subverticillata Valeton: Neuguinea.[4]
- Alpinia superba (Ridl.) Loes.: Westliches Neuguinea.[4]
- Alpinia suriana C.K.Lim: Malaiische Halbinsel.[4]
- Alpinia tamacuensis R.M.Sm.: Sarawak.[4]
- Alpinia tonkinensis Gagnep.: Sie ist in Vietnam und in den chinesischen Provinzen Guangxi sowie Hainan verbreitet. Sie wird als Heilpflanze und Gewürz verwendet.[1]
- Alpinia tonrokuensis Hayata: Dieser Endemit kommt nur in Taibei Shi in Taiwan vor. Es soll sich um eine Naturhybride von Alpinia uraiensis × Alpinia zerumbet handeln.[1]
- Alpinia trachyascus K.Schum.: Mindanao.[4]
- Alpinia tristachya (Ridl.) Loes.: Neuguinea.[4]
- Alpinia unilateralis B.L.Burtt & R.M.Sm.: Salomonen.[4]
- Alpinia uraiensis Hayata: Sie kommt nur in Taiwan vor.[1]
- Alpinia valetoniana Loes.: Westliches Neuguinea.[4]
- Alpinia vanoverberghii Merr.: Luzon.[4]
- Alpinia velutina Ridl.: Vietnam.[4]
- Alpinia velveta R.M.Sm.: Papua-Neuguinea.[4]
- Alpinia versicolor K.Schum.: Dieser Endemit kommt nur im nördlichen Sulawesi vor.[4]
- Alpinia vietnamica H.Ð.Trần, Luu & Škorničk.: Sie wurde 2019 aus Vietnam erstbeschrieben.[4]
- Alpinia vitellina (Lindl.) Ridl.: Diese zwei Varietäten kommen nur auf der Malaiischen Halbinsel vor.[4]
- Alpinia vitiensis Seem.: Fidschi.[4]
- Alpinia vittata W.Bull (Syn.: Alpinia sanderae Sander, Alpinia tricolor Sander): Sie kommt vom Bismarck-Archipel bis zu den Salomonen vor.[4]
- Alpinia vulcanica Elmer: Philippinen.[4]
- Alpinia warburgii K.Schum.: Dieser Endemit kommt nur im nördlichen Sulawesi vor.[4]
- Alpinia wenzelii Merr.: Dieser Endemit kommt nur auf Leyte vor.[4]
- Alpinia werneri Lauterb. ex Valeton: Papua-Neuguinea.[4]
- Alpinia womersleyi R.M.Sm.: Papua-Neuguinea.[4]
- Alpinia ×ilanensis S.C.Liu & J.C.Wang: Diese Naturhybride aus Alpinia japonica × Alpinia pricei wurde 2009 aus dem nordöstlichen Taiwan erstbeschrieben.[1][4]
- Muschelingwer oder Muschel-Alpinie (Alpinia zerumbet (Pers.) B.L.Burtt & R.M.Sm., Syn.: Alpinia penicillata Roscoe): Sie ist von Sri Lanka über Indien sowie Bangladesch bis Myanmar, Thailand, Kambodscha, Laos, Vietnam sowie China, Indonesien, Malaysia bis zu den Philippinen weitverbreitet. Einige Sorten, darunter auch panaschierte, werden als Zierpflanzen verwendet.[1][4]

Nicht mehr zu dieser Gattung wird gerechnet:
- Alpinia chrysogynia (K.Schum.) K.Schum. → Etlingera alba (Blume) A.D.Poulsen
- Alpinia plectophylla K.Schum. → Riedelia plectophylla (K.Schum.) Govaerts
- Alpinia alpina (Elmer) R.M.Sm. ex M.F.Newman, Lhuillier & A.D.Poulsen → Adelmeria alpinum Elmer: Sie kommt auf den Philippinen vor.[4]

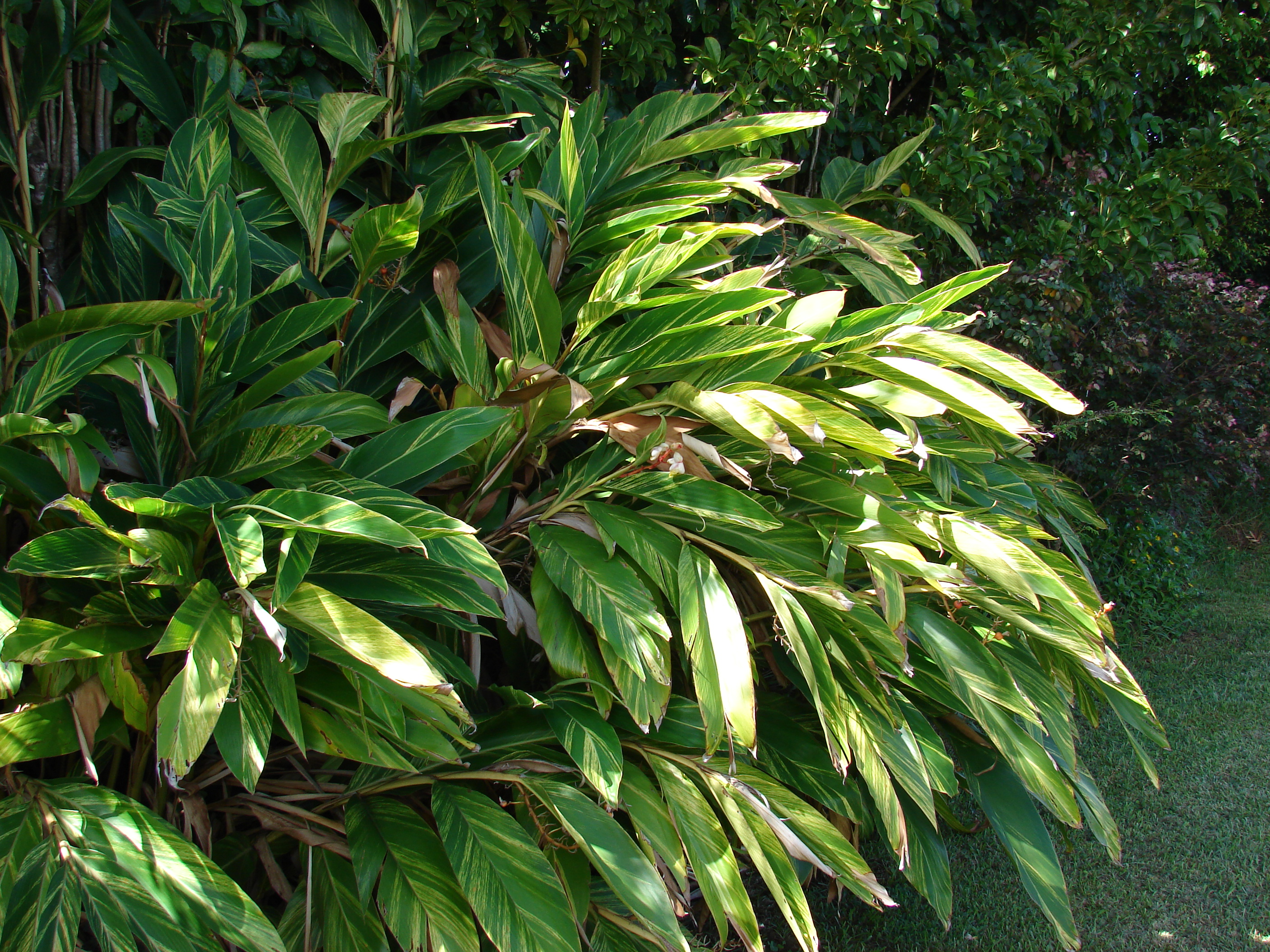
Habitus einer buntlaubigen Sorte des Muschelingwer (Alpinia zerumbet)

## Nutzung

### Gewürz- und Heilpflanzen
Alpinia-Arten, insbesondere Galgantwurzel, wurden im Mittelalter lateinisch Galanga und deutsch Galgen, Galangen oder Galgan genannt. Als Gewürz- und Heilpflanzen dienen auch in moderner Zeit vor allem:
- Thai-Ingwer (Alpinia galanga) und
- Galgantwurzel, Echter Galgant genannt, (Alpinia officinarum Hance)

### Zierpflanzen
Die Sorten einiger Arten, beispielsweise Thai-Ingwer (Alpinia galanga), Australische Blaue Alpinie (Alpinia caerulea), Rosa Zapfen-Alpinie, Rote Alpinie oder Roter Ingwer (Alpinia purpurata), Muschelingwer oder Muschel-Alpinie (Alpinia zerumbet) werden als Zierpflanzen in subtropischen bis tropischen Parks sowie Gärten genutzt und auch als haltbare Schnittblumen verwendet.